# Ligne 1 du métro de Paris
Vous lisez un « bon article » labellisé en 2008.  Il fait partie d'un « bon thème ».
Pour les articles homonymes, voir Ligne 1.
La ligne 1 du métro de Paris est une des seize lignes du réseau métropolitain de Paris. Cette première ligne française, dont le premier tronçon est ouvert en 1900 lors de l'Exposition universelle, relie aujourd'hui la station La Défense à l'ouest, à la station Château de Vincennes, à l'est et suit l'axe historique de Paris.
Avec une longueur de 16,6 kilomètres, elle constitue une voie de communication est-ouest majeure pour la ville : c'est historiquement la ligne de métro la plus fréquentée du réseau avec 168,05 millions de voyageurs en 2024.
La ligne a été équipée en matériel sur pneumatiques entre 1963 et 1964.
Le 3 novembre 2011, elle devient la première ligne du réseau à être automatisée (et non automatique dès sa conception) avec la mise en service des premières navettes automatiques qui ont cohabité avec des trains classiques jusqu'au 16 février 2013.

Plan de la ligne.

## Histoire

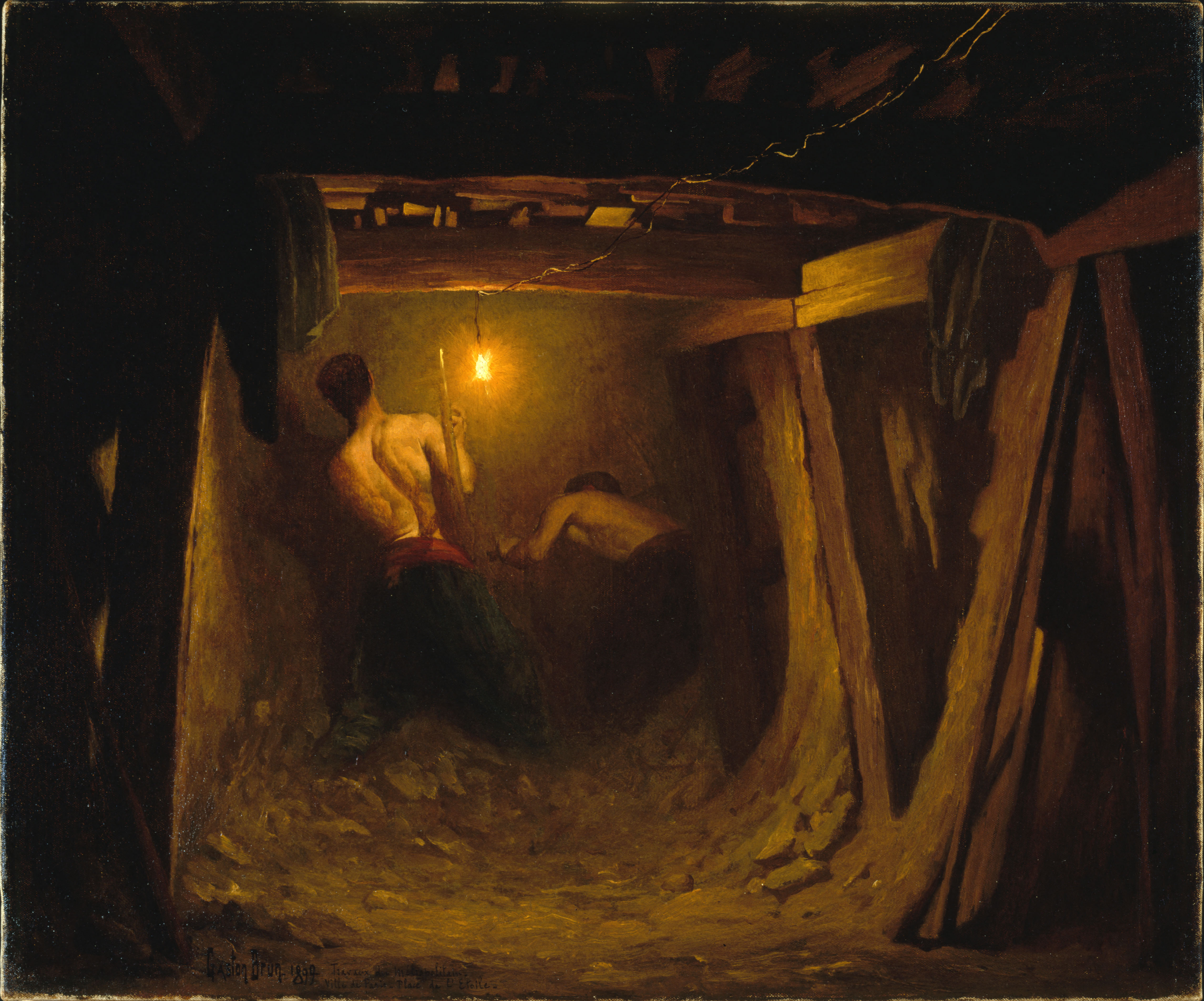
Les travaux de la ligne I du métropolitain, place de l'Étoile, peint en 1901 par Gaston Brun (1873-1918), conservé au musée Carnavalet.

### Chronologie
- 20 avril 1896 : le Conseil municipal de Paris adopte le projet de réseau de Fulgence Bienvenüe
- 30 mars 1898 : déclaration d'utilité publique des six premières lignes du « chemin de fer métropolitain »
- 4 octobre 1898 : lancement des travaux de la ligne 1
- 19 juillet 1900 : mise en service de la ligne entre Porte Maillot et Porte de Vincennes
- 24 mars 1934 : prolongement de Porte de Vincennes à Château de Vincennes
- 15 novembre 1936 : mise en service de la station Porte Maillot (déplacée)
- 29 avril 1937 : prolongement de Porte Maillot à Pont de Neuilly
- mai 1963 à décembre 1964 : conversion en ligne sur pneumatiques avec matériel MP 59
- 1er avril 1992 : prolongement de Pont de Neuilly à La Défense[3]
- 27 mars 1997 : la ligne est la seule du réseau, jusqu'au 15 octobre 1998 avec l'ouverture de la ligne 14, à être équipée de matériel sur pneumatiques MP 89
- 3 novembre 2011 : entrée en service des huit premières navettes automatiques après avoir été testées le 8 juillet 2011[4]
- 10 mai 2012 : exploitation en soirée, uniquement avec des navettes automatiques[5]
- 7 juillet 2012 : exploitation pendant toute la durée du week-end, uniquement avec des navettes automatiques[6]
- 9 février 2013 : fin de livraison des nouveaux trains automatiques MP 05 pour l'automatisation intégrale de la ligne qui entre en service en mode totalement automatique à compter du 16 février 2013[7]

### Les origines
Le réseau du métropolitain parisien trouve ses origines dans plusieurs décennies de débat, de projets plus ou moins farfelus et de bras de fer entre l'État, favorable à l'interconnexion des grands réseaux ferroviaires avec des souterrains à grand gabarit et la mairie de Paris, qui souhaite un réseau à petit gabarit, ne desservant que la ville intra-muros avec des stations très rapprochées, interdisant de fait l'accès aux matériels des grandes compagnies ferroviaires. La détérioration des conditions de circulation dans Paris, l’exemple des capitales étrangères et l’approche de l’Exposition universelle de 1900 convainquent les autorités de lancer la construction du métro. La solution proposée par la mairie de Paris est finalement retenue. L’État concède à celle-ci la conception et la réalisation de l’ouvrage. Après l’adoption par le conseil municipal le 20 avril 1896 du projet de réseau de Fulgence Bienvenüe et d'Edmond Huet, le « chemin de fer métropolitain » est déclaré d’utilité publique par une loi du 30 mars 1898.

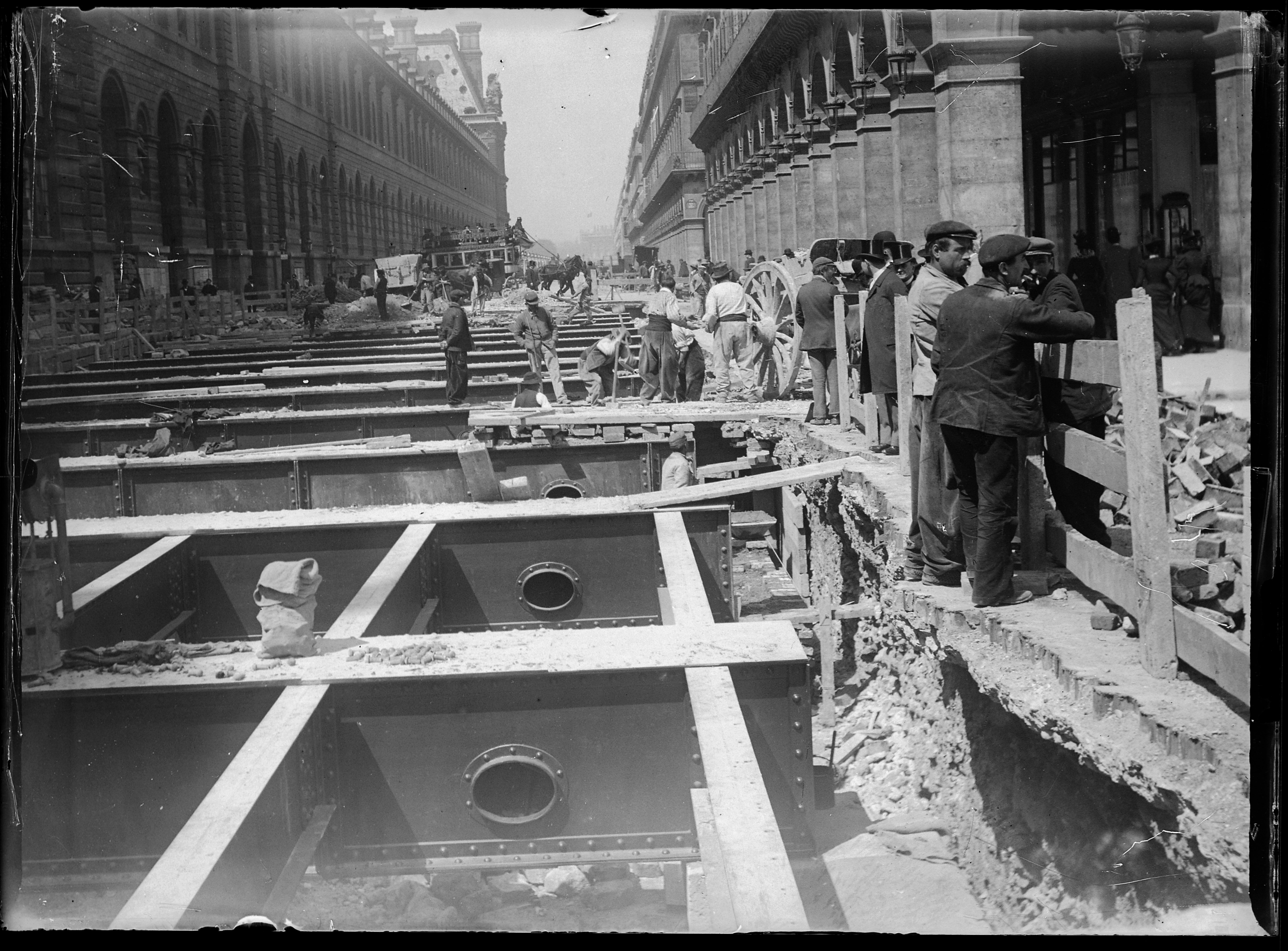
Travaux de construction du métro rue de Rivoli. Photographie par Eugène Trutat conservée au Muséum de Toulouse.

Ce projet de réseau d'intérêt local à traction électrique, à gabarit réduit à 2,40 m de large et voie normale, destiné au transport des voyageurs et de leurs bagages à main, comprend six lignes :
1. A : Porte de Vincennes - Porte Dauphine ;
2. B : Circulaire, par les anciens boulevards extérieurs (Étoile - Nation - Étoile) ;
3. C : Porte Maillot - Ménilmontant ;
4. D : Porte de Clignancourt - Porte d'Orléans ;
5. E : Boulevard de Strasbourg (Gare de l'Est) - Pont d'Austerlitz ;
6. F : Cours de Vincennes - Place d'Italie.

Trois lignes sont prévues à titre éventuel : Place Valhubert - Quai de Conti, Place du Palais-Royal - Place du Danube et Auteuil - Place de l'Opéra.
La convention passée le 27 janvier 1898 entre la Ville et la Compagnie générale de traction, concessionnaire du réseau, prévoit une mise en service des trois premières lignes dans un délai de huit ans suivant la déclaration d'utilité publique. Les premières études de trafic détaillées suggèrent d'intervertir les terminus des lignes A et C : les trains de la ligne A auront pour terminus Porte Maillot, constituant la ligne 1 du futur réseau, tandis que ceux de la ligne C, future ligne 3, aboutiront à Porte Dauphine. Il devient alors également possible d'envoyer à Porte Dauphine les trains de la ligne circulaire, et on considère alors ce terminus comme l'origine de la ligne B.
Les travaux de la ligne 1 sont lancés le 4 octobre 1898 dans le cadre d’une convention passée entre la mairie de Paris et la Compagnie du chemin de fer métropolitain de Paris (CMP) qui prévoit que la mairie doit réaliser l'infrastructure du réseau (tunnels, stations), le concessionnaire réalisant les superstructures (voies et accès aux stations).
À partir de novembre 1898, la mairie de Paris entreprend les travaux préparatoires à la construction de la première ligne du métropolitain parisien : réalisation de galeries de service entre le tracé et la Seine pour l'évacuation des déblais, déplacement du collecteur de la rue de Rivoli, remaniement des conduites d'eau. Les travaux de la ligne proprement dite sont menés en un temps record : ils durent vingt mois et sont conduits sous la direction de Fulgence Bienvenüe, ingénieur des ponts et chaussées, et financés par la mairie de Paris. La ligne est divisée en onze lots répartis entre plusieurs entreprises. Onze boucliers (sortes de tunneliers) sont construits pour cet ouvrage et implantés sous les chaussées, avec lesquels sont creusés environ 2 500 mètres de galerie, dont plus de 1 500 pour les trois boucliers Champigneul qui creusent depuis la place de la Nation (dans les deux sens) et celle de la porte Maillot. Afin de réduire la durée du chantier, la construction a toutefois en parallèle largement recours à des méthodes traditionnelles de galeries boisées. Le travail à ciel ouvert n'est pratiqué que pour la construction de certaines stations et d'une très petite partie du tunnel.
Le 15 juin 1900, la ligne 1 est livrée par la mairie de Paris à son exploitant, la Compagnie du chemin de fer métropolitain de Paris, qui y fait circuler ses rames pour l'essai de la ligne et l'instruction des personnels.

### La mise en service

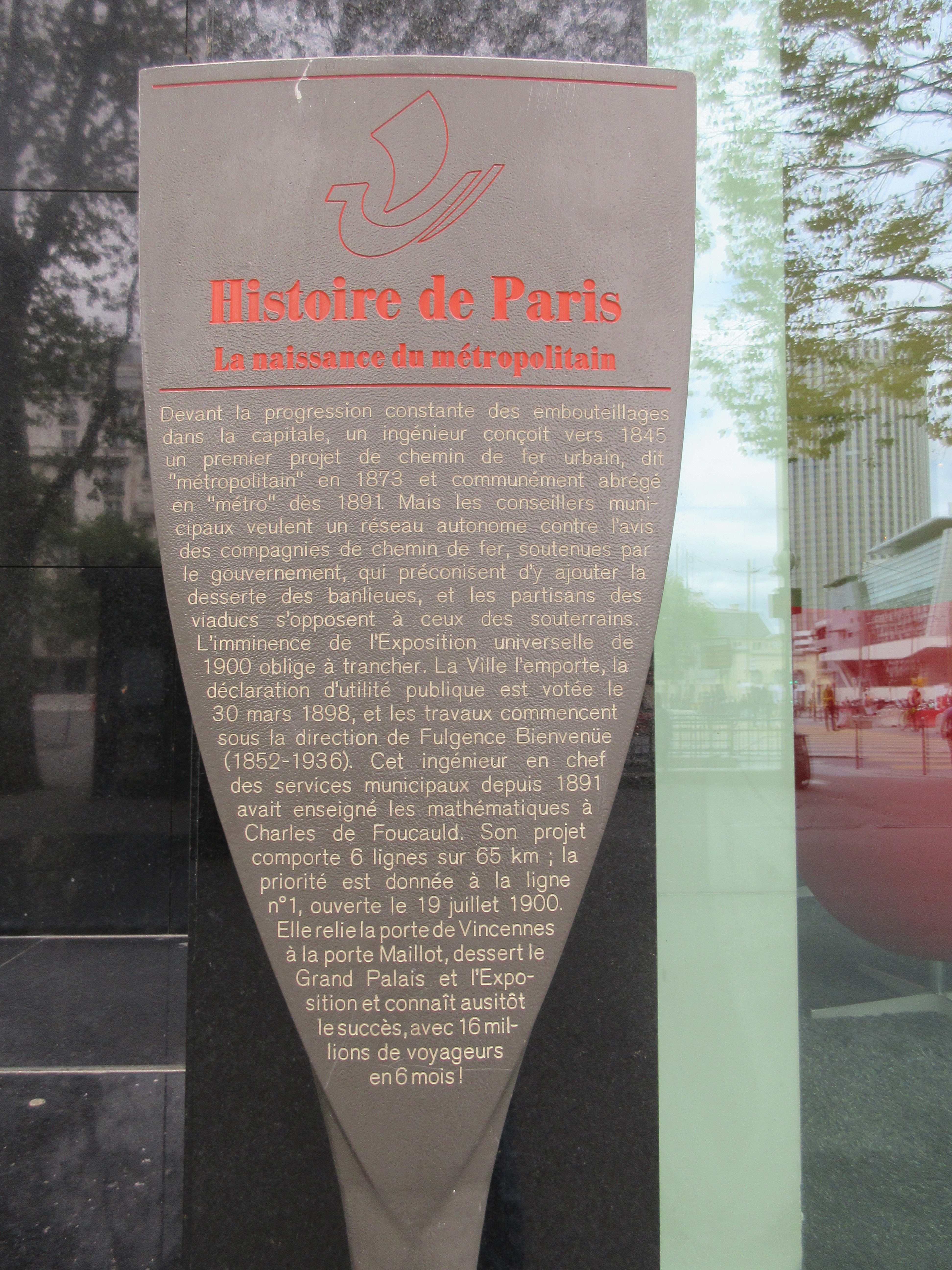
Panneau Histoire de Paris
« Naissance du Métropolitain ».

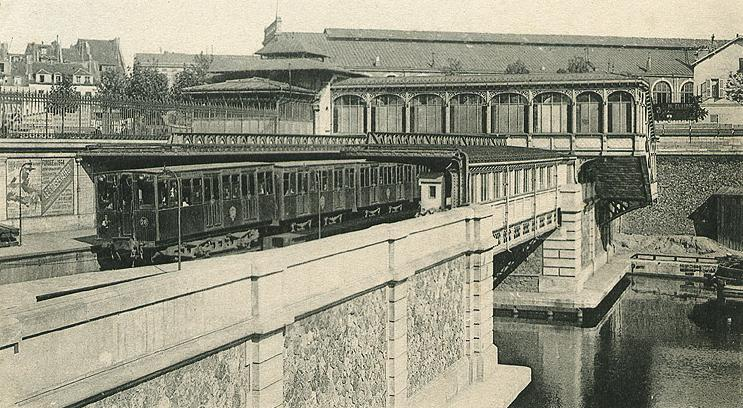
La ligne 1 à la station Bastille, en 1903. La rame est tractée par une automotrice « Thomson-double ».

Le 19 juillet 1900 à 13 heures, la ligne est ouverte au public entre Porte Maillot et Porte de Vincennes pour relier les différents sites de l'exposition universelle et desservir les épreuves des Jeux olympiques de 1900 au bois de Vincennes. Elle suit l'axe monumental ouest-est dans Paris. La ligne est inaugurée de manière très discrète, car la Compagnie du chemin de fer métropolitain de Paris souhaite une montée en charge progressive. Seules huit stations sont finalisées et ouvertes à l'inauguration, les dix autres le sont progressivement entre le 6 août et le 1er septembre 1900. Ces dix-huit stations sont entièrement construites sous le contrôle de l'ingénieur Fulgence Bienvenüe. La plupart d'entre elles sont longues de 75 mètres et leurs quais sont larges de 4,10 mètres. Les édicules extérieurs sont conçus par l’architecte emblématique de l’art nouveau, Hector Guimard.

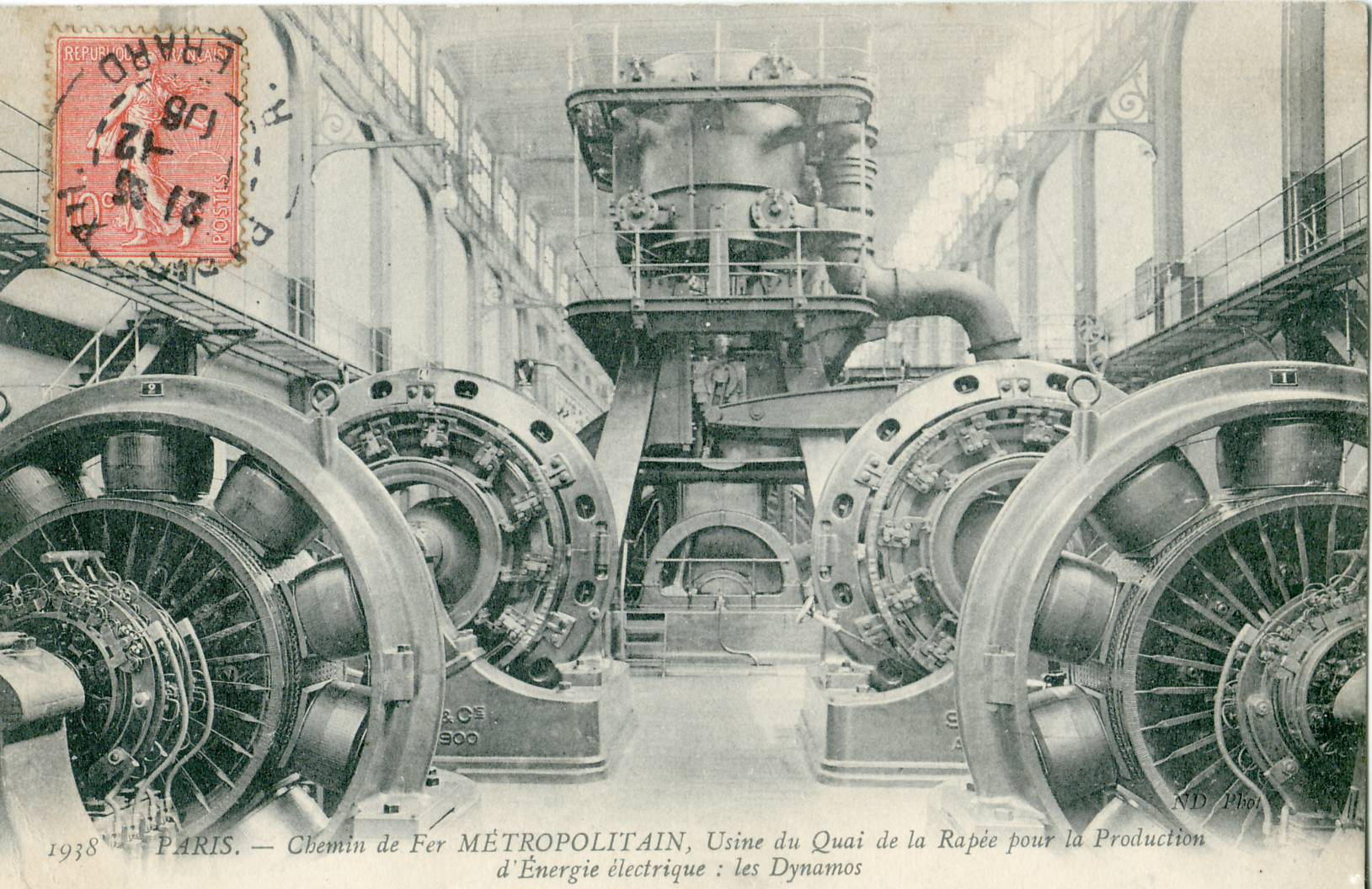
Les génératrices de l'usine de Bercy de la CMP, mise en service en mars 1901.

L'électricité est fournie, à compter de mars 1901, par la grande centrale électrique que fait construire la CMP dans le quartier de Bercy, derrière son bâtiment d'administration du quai de Bercy, où se trouve aujourd'hui la maison de la RATP, siège de l'entreprise. Cette usine fournit du courant triphasé sous 5 000 volts 25 hertz, avec ses dix-huit chaudières d'une surface de chauffe de 244 m2 et ses trois groupes électrogènes de 1 500 kW. Avant la mise en service de la centrale de Bercy, l'électricité était fournie par les sociétés Le Triphasé (usine d'Asnières-sur-Seine) et la Compagnie générale de traction (usine des Moulineaux).
Les Parisiens sont tout de suite séduits par ce nouveau moyen de transport qui permet des gains substantiels de temps dans des conditions de confort meilleures que les moyens de transport disponibles en surface. Il faut rapidement augmenter les fréquences et allonger les rames. À l'origine, l'exploitation démarre avec un train toutes les dix minutes, puis six minutes aux heures de pointe. Fin janvier 1901, la fréquence passe à une rame toutes les trois minutes, afin de mieux répondre à l'importante demande, sans pour autant permettre de désaturer la ligne, qui atteint quatre millions de voyageurs cumulés en décembre 1900, soit 130 000 par jour.
Les rames d'origine comptent trois, puis quatre voitures, formant des rames longues de 36 mètres. Elles n'occupent donc que la moitié des quais des stations, longues de 75 mètres. Ce matériel tout en bois ne compte que deux portes à simple vantail par face et le roulement se fait sur des essieux. L'allongement des trains, facile à mettre en œuvre, est décidé, avec le remplacement progressif des motrices M1 et de leurs remorques de 9 mètres par des automotrices « Thomson-double » et de nouvelles remorques. Ces dernières sont équipées de portes à doubles vantaux, améliorant le débit des échanges en station. La composition des rames atteint six, sept puis finalement huit voitures en 1902, avec deux motrices encadrant six remorques.

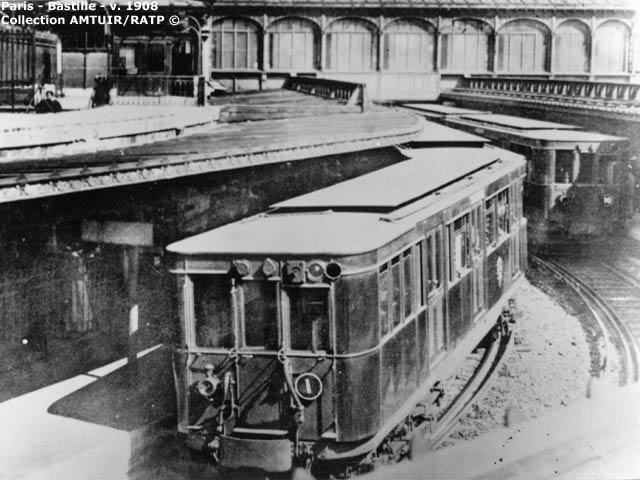
Rame Sprague-Thomson à la station Bastille en 1908.

En 1905, les premières remorques à essieux disparaissent totalement et laissent la place à des trains composés de sept voitures, ramenés à six voitures en avril 1906 avec trois motrices encadrant trois remorques courtes à bogies. En 1908, le matériel est de nouveau modifié : de nouvelles voitures longues de la série 500 Sprague-Thomson font leur apparition. Leur introduction sur la ligne est possible grâce au léger déplacement de la station Bastille avec des courbes d'un rayon plus grand permettant le passage de voitures plus longues. La composition passe à cinq voitures, avec trois motrices et deux remorques.
Néanmoins l'accroissement continuel du trafic met en lumière le manque de capacité du matériel : un nouveau type de rames apparaît au cours des années 1920, avec des voitures encore plus longues de 13,60 mètres et des motrices à « petites loges », laissant plus de place aux voyageurs. Les trains de cinq voitures ne comptent que deux motrices pour trois remorques.

### Les prolongements en banlieue
Le 24 mars 1934, un premier prolongement en banlieue est mis en service jusqu'à Château de Vincennes, vers l'est, entraînant l'abandon de la boucle de retournement de la Porte de Vincennes.

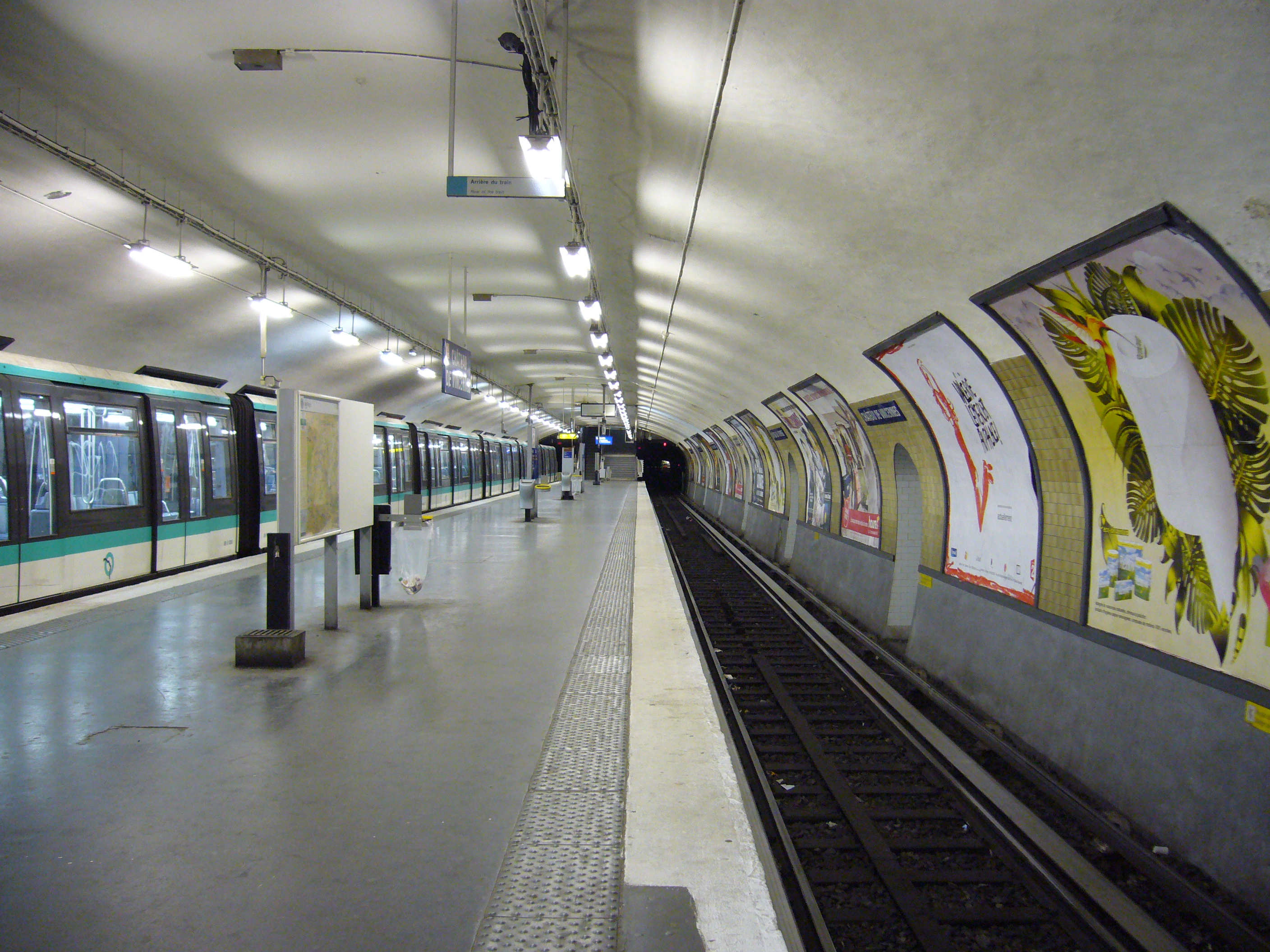
La station terminus Château de Vincennes, en 2008.

Après l’achèvement des trois premiers prolongements de métro extra-muros à Vincennes, Boulogne-Billancourt et Issy-les-Moulineaux en 1934, le conseil général du département de la Seine décide la construction de quatre nouveaux prolongements, dont celui de la ligne 1 vers le Pont de Neuilly, mesurant 2,3 kilomètres, en direction de l'ouest.
Le prolongement au pont de Neuilly fait face à plusieurs difficultés : la boucle terminale de la station Porte Maillot avait été établie en 1900 à faible profondeur, à peu près au même niveau que la ligne de Petite Ceinture. Il est donc indispensable de reprendre le tracé de la ligne à la naissance de la boucle de retournement afin de faire descendre le tunnel au-dessous de la Petite Ceinture, et de construire une nouvelle station Porte Maillot. Ces travaux, entrepris en 1935, se situant intra-muros sont du ressort de la mairie de Paris. Le terminus provisoire de la porte Maillot comporte quatre voies réparties en deux stations ordinaires à quais latéraux : la profondeur du tunnel a exclu la construction d’un terminus sous voûte unique du type de la station Porte de Charenton. L’ancienne boucle est ainsi abandonnée et la ligne prolongée jusqu’au nouveau terminus de la porte Maillot le 15 novembre 1936.
Au-delà de cette section, les travaux ont été repris par le département de la Seine : le tunnel est établi sous l’avenue de Neuilly. Prévu à l’origine avec trois stations, le prolongement n’en comporte finalement que deux, dont le terminus Pont de Neuilly. Ce dernier, à seulement deux voies, est conçu comme un terminus provisoire, car on envisage alors de prolonger la ligne jusqu’à La Défense après une traversée sous-fluviale de la Seine. Ce « provisoire » qui dure plus de cinquante ans sera la cause de nombreux problèmes d’exploitation vingt ou trente ans plus tard. Les travaux de la ligne 1 sont menés activement pour être terminés avant l’Exposition universelle de 1937. La ligne est ouverte à l’exploitation jusqu’au pont de Neuilly le 29 avril 1937.

### Le métro sur pneumatiques et la création du RER

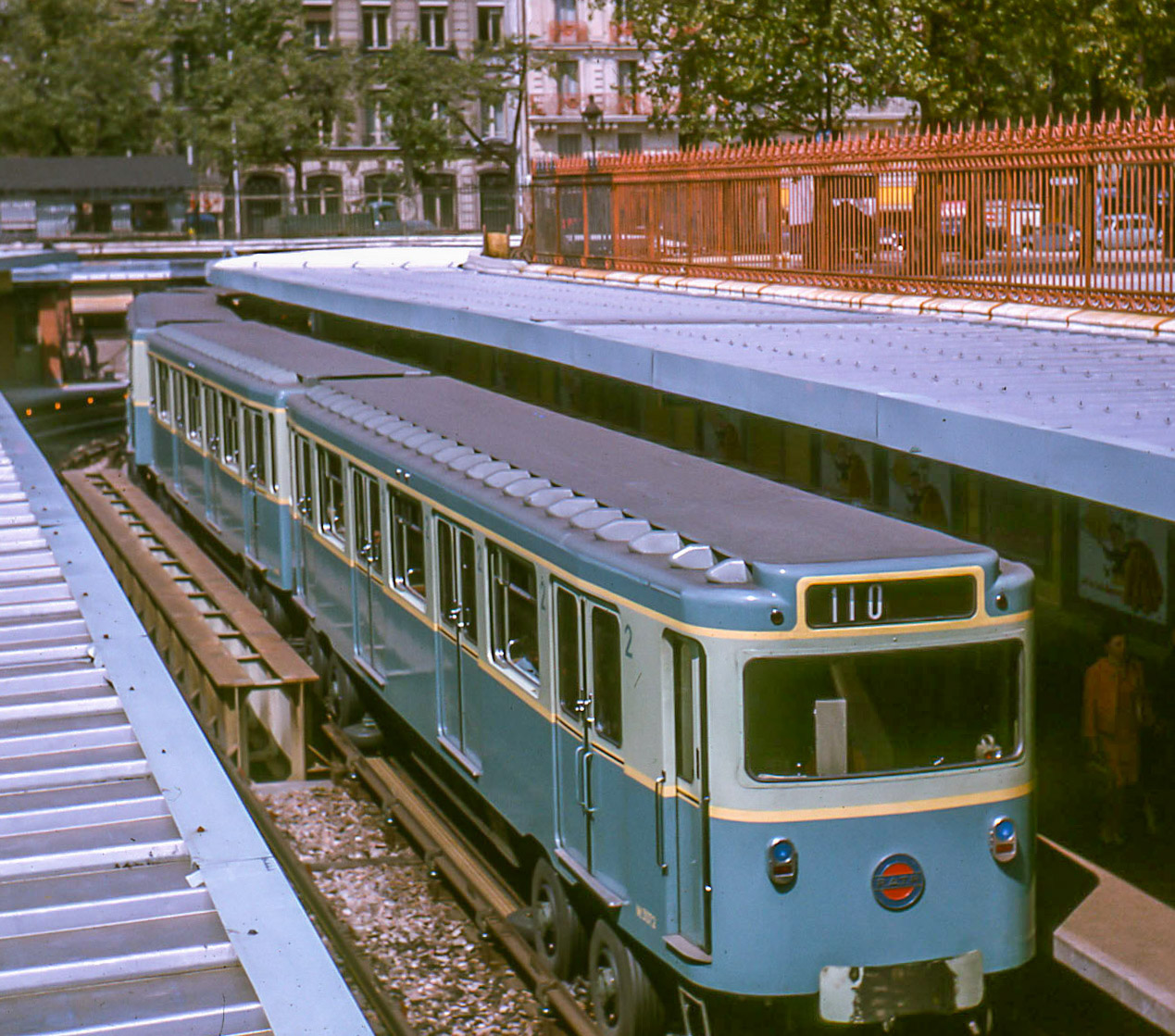
Rame MP 59 en livrée d'origine à la station Bastille, en 1964.

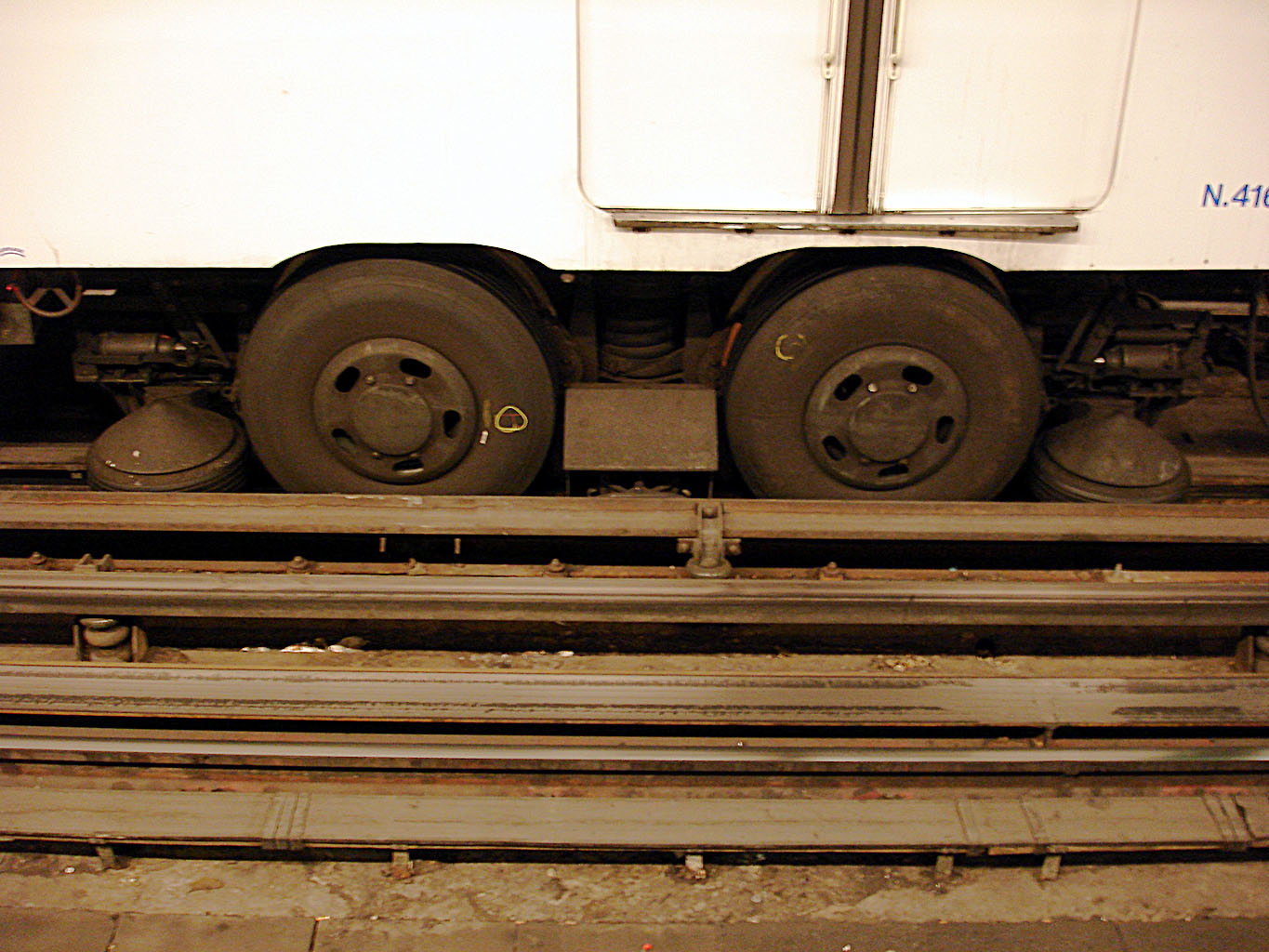
Bogies et pneus du MP 59.

Durant la Seconde Guerre mondiale, et durant les deux décennies qui suivent, la ligne 1, la plus chargée du réseau, voit sa fréquentation augmenter au point d'atteindre d'importantes surcharges (jusqu'à 135 % de sa capacité), qui dégradent l'exploitation et les conditions de transport. Vu le succès de l'expérimentation du métro sur pneumatiques sur la ligne 11, il est décidé d'équiper la ligne 1 avec ce type de métro afin d'augmenter sa capacité de 15 à 20 % voire plus, le matériel sur pneus pouvant atteindre des accélérations et décélérations plus importantes, ce qui augmente la vitesse commerciale et la rotation du matériel. Les travaux commencent fin 1960, mais, compte tenu de l'expérience de la ligne 11, les pistes de roulement des pneus sont réalisées en métal dans les interstations et en béton dans les stations. La nouvelle exploitation de la ligne 1 débute le 30 mai 1963. La ligne est équipée de matériel MP 59 de mai 1963 à décembre 1964, remplaçant les rames Sprague grises. En avril 1972, la ligne 1 est la troisième du réseau (après la ligne 11 et la ligne 4) à être équipée d'une grecque pour le pilotage automatique électronique.

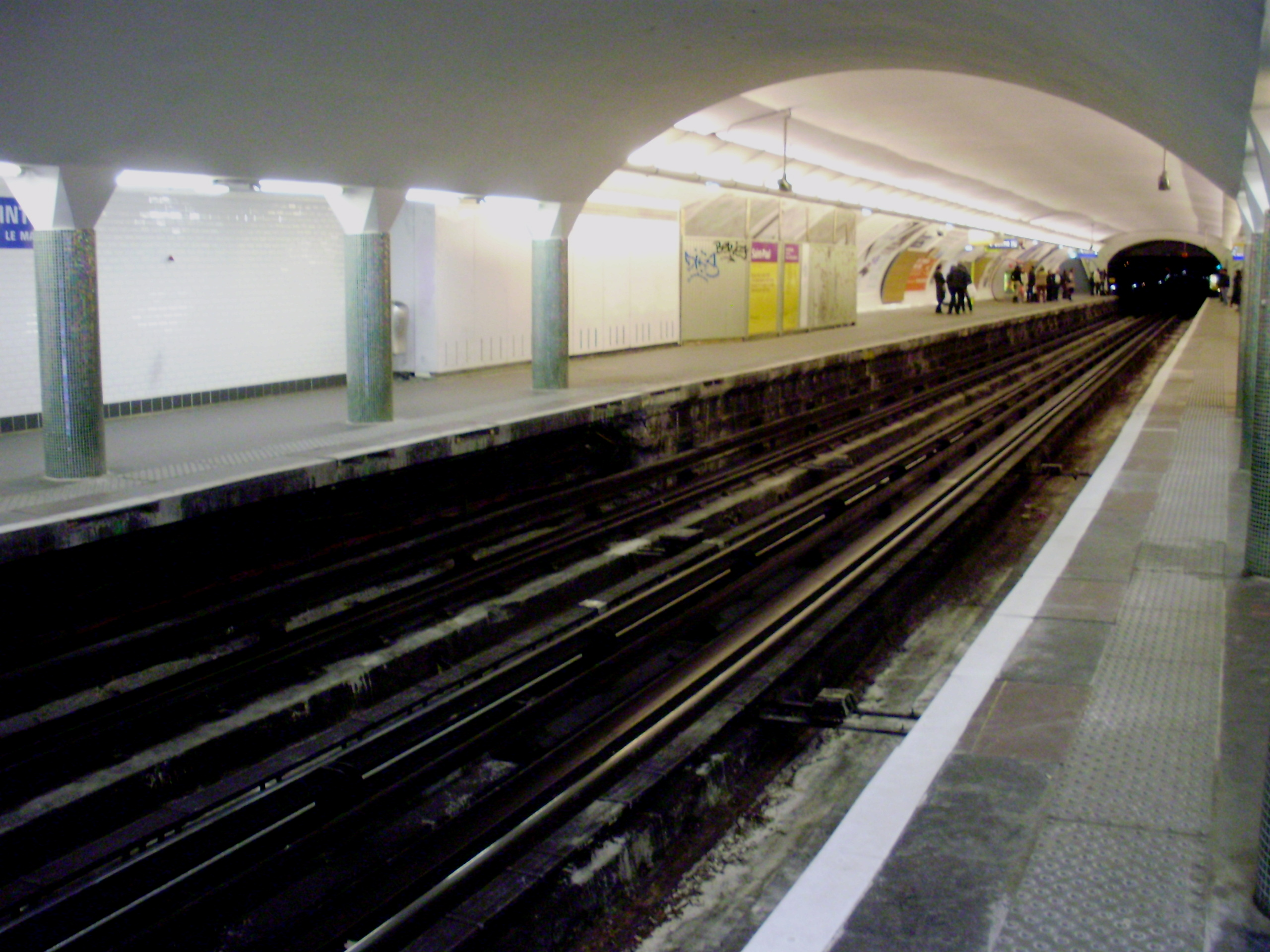
Sous la crypte de la station Saint-Paul, en 2010.

Cette évolution de capacité étant insuffisante dans l'attente de l'ouverture de la ligne régionale est-ouest à grand gabarit alors en chantier, il est également décidé de porter le nombre de voitures de cinq à six et la longueur des quais en conséquence à 90 mètres. Certaines stations moins fréquentées sont rallongées par l'édification de « cryptes » dont le plafond repose sur des piliers très rapprochés.
Toutefois, ce seul aménagement ne peut pas suffire à endiguer la croissance permanente du trafic sur l'axe est-ouest. Le SDAURP (Schéma directeur d'aménagement et d'urbanisme de la région parisienne), publié en 1965 sous la conduite du préfet Paul Delouvrier, prévoit la création d'un réseau régional de transport ferré à grand gabarit, à l'échelle de l'agglomération. Ce plan très ambitieux, déjà esquissé dès les années 1920, prévoit la création prioritaire d'un grand axe est-ouest, permettant d'accompagner la croissance régionale, de desservir le nouveau quartier d'affaires de La Défense et de décharger d'une part de son trafic la ligne 1 du métro ainsi que la gare Saint-Lazare, alors la plus fréquentée de France.
Les travaux de la nouvelle ligne est-ouest provoquent par ailleurs un incident sur la ligne 1 : du côté de l'Étoile, le tunnel de la nouvelle liaison est attaqué par une machine américaine Robbins, livrée en juin 1964. Sa progression commence en mars 1965 et se révèle rapide, mais forant sous l'avenue de la Grande-Armée et sous la ligne 1 du métro, le radier du tunnel s'affaisse le 18 mars sous l'effet d'une décompression du terrain. La circulation des rames de métro est interrompue durant quatre jours, le temps de remettre en état l'infrastructure.
Le nouvel axe est mis en service par tronçons : d'abord Nation - Boissy-Saint-Léger fin 1969, puis la navette La Défense - Étoile en 1970, le prolongement de cette dernière à Auber en 1971, l'intégration de la section Nanterre - Saint-Germain-en-Laye en 1972. Puis, c'est finalement l'extension à Noisy-le-Grand - Mont d'Est et l'ouverture de la section centrale Auber - Nation qui met en service dans son intégralité la ligne A du RER, le 9 décembre 1977 après cinq nouvelles années de travaux monumentaux au cœur de Paris,. À partir des premiers mois de 1978, le report de trafic vers la nouvelle ligne A est important : plusieurs lignes du métro urbain enregistrent une baisse de fréquentation, la ligne 1 doublée sur l'essentiel de son parcours voit son trafic diminuer de 25 %, ce qui permet enfin d'atteindre une charge plus raisonnable en heures de pointe.

### Le métro à La Défense et la création de la ligne 14

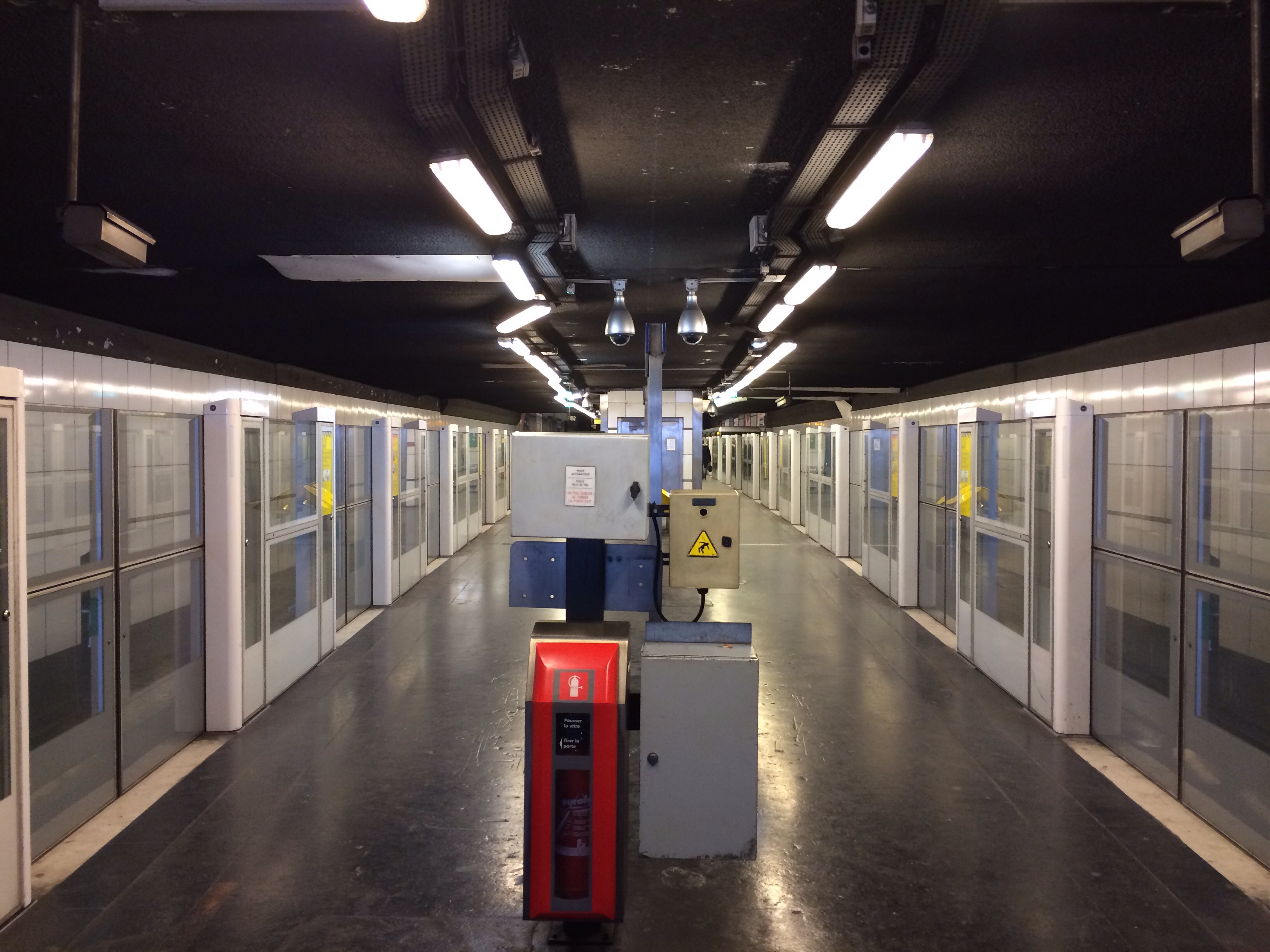
La station Esplanade de la Défense en 2014.

Le 1er avril 1992, le prolongement prévu depuis les années 1930 est enfin mené à terme jusqu'à La Défense. Cependant, à la différence du projet primitif, le fleuve est franchi, non par une nouvelle traversée sous-fluviale, mais au milieu du pont de Neuilly, afin de réduire sensiblement les coûts de construction et en raison de la présence du tunnel de la ligne A du RER, édifié durant les années 1960. Cette modification nécessite de reprendre totalement l'arrière-gare de la station Pont de Neuilly. Le pont lui-même est élargi par la construction de nouveaux trottoirs en encorbellement sur la Seine, afin de dégager une place suffisante pour le métro en son milieu. Les emprises réservées vingt ans plus tôt par l'Établissement public pour l'aménagement de la région de la Défense (EPAD) pour le prolongement, comprenant notamment les stations La Défense - Michelet et Élysées - La Défense, restent donc inutilisées au profit d'un passage par ce qui devait être l'un des deux tubes de l'autoroute A14 (qui passe en tunnel sous La Défense).
Étant donné que le métro parisien n'est pas soumis au zonage tarifaire et que le RER l'était, la station La Défense était ainsi dans la situation particulière d'être soumise à la tarification kilométrique (zone 3) pour le RER, alors qu'elle n'était soumise à aucune tarification particulière pour la ligne 1 (accès avec un simple ticket t+). Mais cette situation s'est terminée par la mise en place d'une nouvelle tarification le 1 janvier 2025.
Par une ironie de l'histoire, le succès considérable rencontré par la ligne A du RER, qui est très vite devenue la ligne de transports la plus fréquentée de France, a provoqué sa rapide saturation, avec 272,8 millions de voyageurs en 2004. Afin d'en limiter la surcharge, le conseil des ministres décide, en octobre 1989, la création d'une nouvelle ligne de RER, EOLE, et d'une nouvelle ligne de métro entièrement automatique qui ouvre en octobre 1998 sous le nom de ligne 14 du métro. Malgré sa très rapide montée en charge (19 millions de voyageurs en 1999, 64,1 millions en 2004), elle n'a pas pour autant diminué l'augmentation constante du trafic sur la ligne 1 du métro, ni sur la ligne A du RER, toujours au bord de la saturation.

### Automatisation intégrale

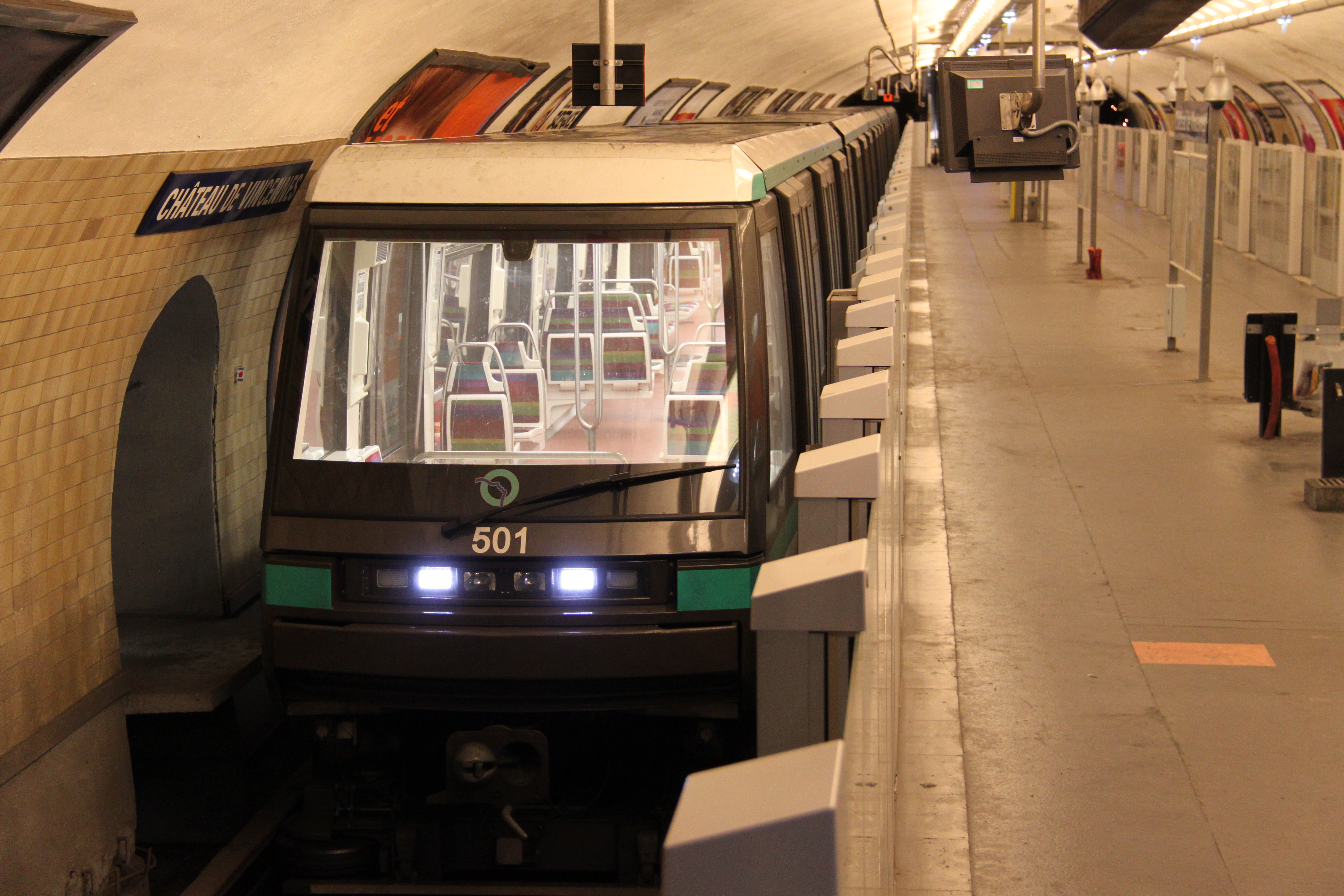
Une rame automatique MP 05 à la station Château de Vincennes.

L'automatisation intégrale de la ligne, c'est-à-dire qui vise à supprimer le poste de conducteur au sein des véhicules, est décidée par la RATP. Elle doit se faire avec peu d'interruptions (horaires réduits parfois, ou quelques coupures par tronçons épisodiques), ce qui est une performance pour une ligne très fréquentée en exploitation. Le 7 novembre 2005, un contrat de 30,8 millions d'euros est signé avec Siemens Transportation Systems, qui a déjà réalisé l'automatisation de la ligne 14, grâce au système d'automatisation de l'exploitation des trains (SAET). Ce marché porte sur les équipements de pilotage automatique intégral fixes (en voie et locaux techniques), et les équipements embarqués à bord des 49 nouvelles rames de la ligne de type MP 05, le système de transmission de données (radio et réseau) et le poste de commande centralisé (PCC). Ces systèmes sont constitués par les technologies Trainguard MT CBTC pour les automatismes et Airlink pour les communications radio.

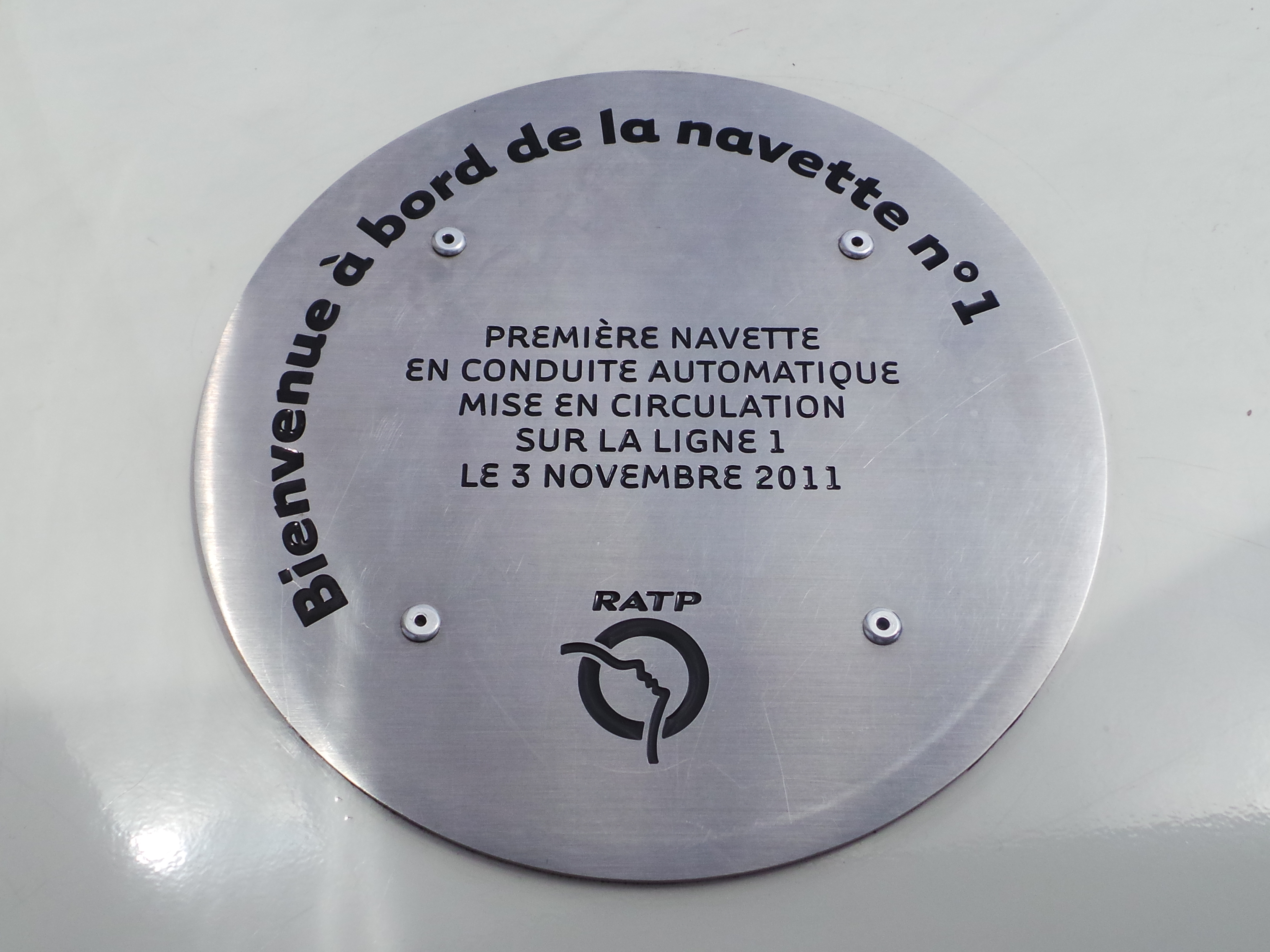
Plaque commémorant la mise en service de la première rame MP 05.

Début 2007, les premiers travaux de mise en place sont mis en œuvre, peu décelables du grand public hormis quelques incidences sur le trafic : remplacement du câblage, remplacement progressif des signaux pour de nouveaux plus lumineux, installation d'un nouvel aiguillage afin d'utiliser l'ancienne boucle de la porte Maillot comme atelier de maintenance des trains, etc.

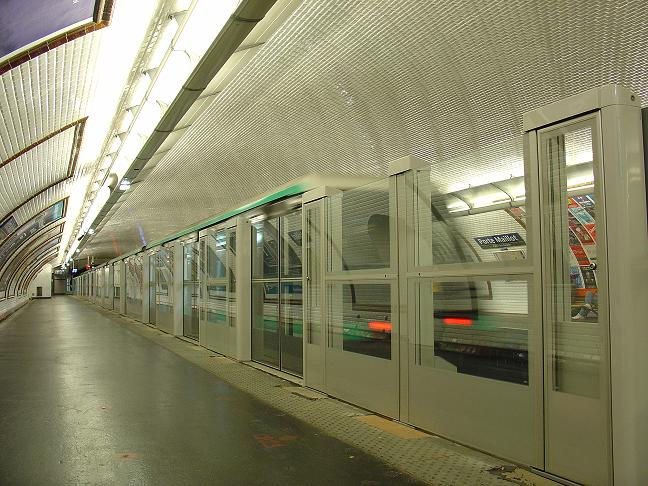
Portes palières à la station Porte Maillot sur le quai inutilisé en direction de Château de Vincennes.

Les travaux les plus visibles sont notamment constitués par la pose de portes palières mi-hautes de 2009 à 2011, le nez des quais (en bordure de la voie) ne supportant pas le poids des portes intégrales, analogues à celles de la ligne 14. Après l'équipement du quai central, généralement fermé au public, de la station Porte Maillot fin 2008, la station Bérault en est la première équipée en février 2009 puis la station Pont de Neuilly en juin 2009. Des portes de différents modèles ont été testées dans certaines stations de la ligne 13 de février à août 2006 (Les tests ont été prolongés jusqu'en janvier 2007 étant donné leur succès). La RATP a finalement retenu le modèle de portes de Kaba en mars 2007, qui devaient être posées progressivement de nuit dans les vingt-cinq stations de la ligne entre décembre 2008 et l'été 2010. Toutefois le retard pris par le chantier reporte la pose des dernières façades de quai au printemps 2011. Les stations sont également fermées, une par une, un week-end complet depuis fin 2008 afin de rehausser les quais de quelques centimètres et leur permettre d'être mis précisément au même niveau que le plancher des rames.
Depuis le 16 février 2013, soit avec une année de retard par rapport à ce qui était prévu en 2010, la ligne est intégralement automatisée. Les derniers réglages se sont achevés le dimanche 28 juillet 2013. Elle devient ainsi l'une des premières lignes au monde transformée en ligne automatique intégrale et non conçue comme telle dès le départ. Le matériel roulant de la ligne est désormais constitué de rames MP 05 qui ont remplacé progressivement les rames MP 89 entre juin 2011 et la fin 2012. Ces dernières ont été transférées sur la ligne 4. Pendant la période de transition, des rames automatiques ont circulé en même temps que des rames avec conducteur, situation rendue possible par le SAET.
Le 22 janvier 2016, vers 17 h, la totalité des rames de la ligne s'immobilisent par suite d'un dysfonctionnement informatique. Elles se trouvent pour la plupart en station, mais seize d'entre elles, bloquées dans le tunnel, doivent être évacuées avec l'aide d'agents venus « libérer » les voyageurs. Le trafic reprend le lendemain matin seulement. Cette panne, qualifiée d'historique par la RATP, est la conséquence d'un bogue survenu dans le système de pilotage automatique qui équipe la ligne 1 depuis 2013.

## Tracé et stations

### Tracé
Longue de 16,6 kilomètres, la ligne 1 est presque entièrement souterraine, à l'exception de la station Bastille et d'un tronçon aérien pour le franchissement de la Seine au milieu du pont de Neuilly, entre les stations Esplanade de la Défense et Pont de Neuilly.

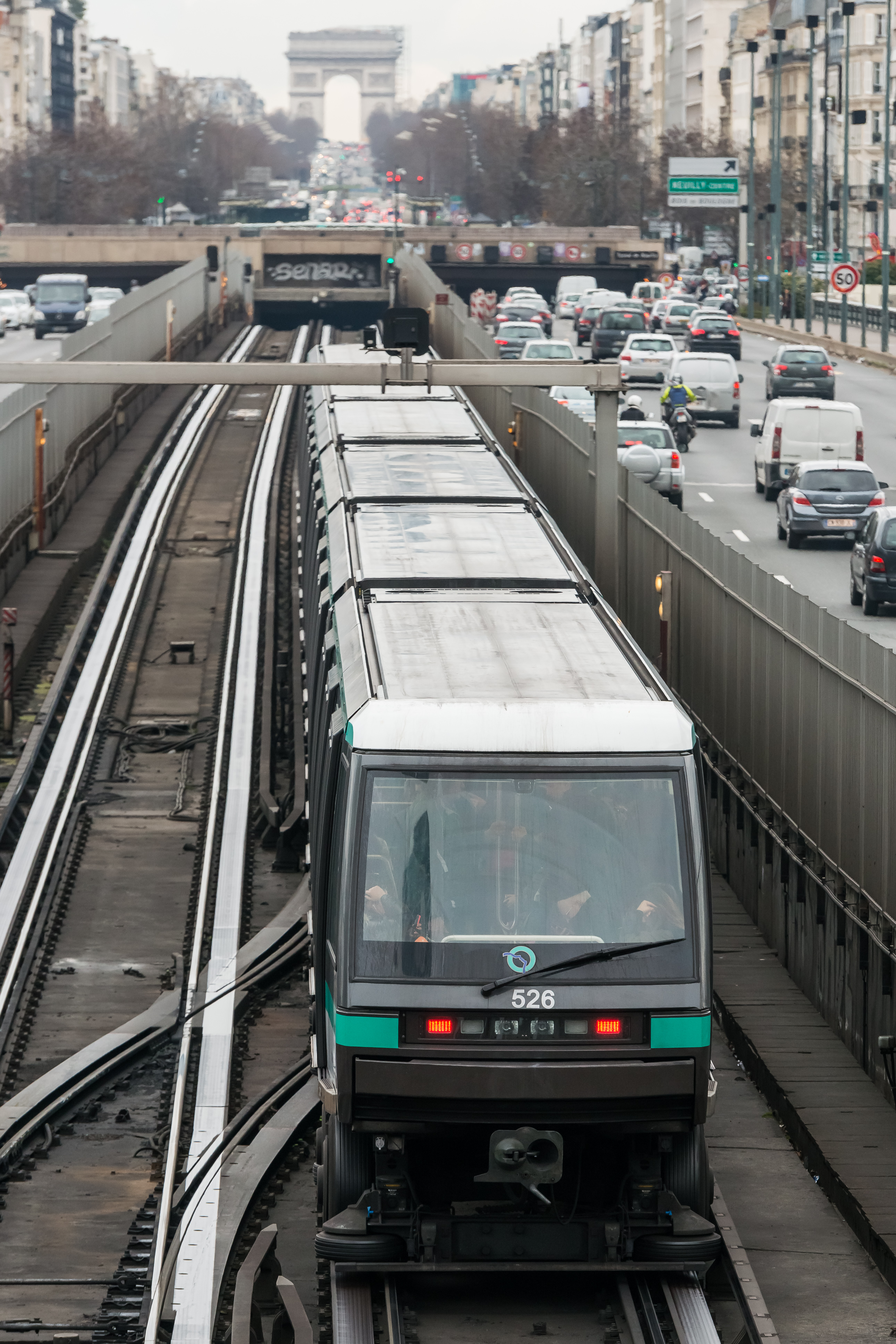
Vue d'un MP 05 sur le pont de Neuilly. Au fond, à l'entrée du tunnel, se situe la plus forte rampe du métro parisien.

La ligne naît à l'ouest dans le quartier de La Défense : la station La Défense est aménagée au-dessus de la gare du RER A, et possède deux trottoirs de manœuvre en arrière-station permettant le retournement des rames. Entre le terminus de la Grande Arche et l'esplanade, les deux voies sont séparées en deux tunnels aménagés sur une partie des installations prévues à l'origine pour l'autoroute A14 ; ils s'abaissent afin de franchir plusieurs voies routières. La ligne, alors à deux voies et après avoir desservi la station Esplanade de la Défense, franchit la Seine en aérien au milieu du pont de Neuilly, avant de plonger sous l'avenue Charles-de-Gaulle à Neuilly-sur-Seine, grâce à une rampe de 60 ‰, la plus forte du réseau parisien, au-dessus des tunnels de la ligne A du RER. La ligne se dirige toujours sensiblement vers l'est et suit l'axe de l'avenue où la station Pont de Neuilly est implantée. Une longue interstation permet de rejoindre la station suivante, Les Sablons, suivie d'un tunnel à quatre voies jusqu'à Porte Maillot, utilisé comme garage de rames et située entre le tunnel du RER A et la nouvelle gare du RER E. Dans Paris, le tunnel se poursuit en rampe montante sous l'avenue de la Grande Armée pour desservir Argentine et enchaîne ensuite des courbes et contre-courbes avant de contourner l'Arc de triomphe de l'Étoile par le nord avec la station Charles de Gaulle - Étoile jumelée avec la ligne 6 et située au-dessus du tunnel de la ligne 2 et le point d'arrêt du RER A. Un raccordement relie les lignes 1 et 6 à l'entrée du point d'arrêt de cette dernière. La ligne 1 redescend les Champs-Élysées en suivant le côté sud, avec un palier intermédiaire à la station George V. Elle dessert ensuite respectivement les stations Franklin D. Roosevelt et Champs-Élysées - Clemenceau en passant au-dessus des lignes 9 et 13.
La ligne rejoint la station Concorde par une série de courbes et contre-courbes, passant au-dessous d'un collecteur d'égout et de la ligne 8, puis au-dessus de la ligne 12. Le tracé suit ensuite la rue de Rivoli, desservant le jardin des Tuileries à côté duquel est implantée la station Tuileries. Près du musée du Louvre, la ligne dessert les stations Palais-Royal - Musée du Louvre puis Louvre - Rivoli, le tunnel de la ligne 7 passant juste en dessous. La ligne arrive ensuite à Châtelet. Elle passe alors au-dessus du RER et de trois lignes de métro. Le tracé se poursuit toujours sous la rue de Rivoli, dessert Hôtel de Ville et Saint-Paul. Le franchissement du canal Saint-Martin par un pont nécessite un trajet particulièrement tortueux : après deux courbes de 50 et 38 mètres de rayon, parmi les plus faibles du réseau (la norme étant habituellement de 75 mètres) et après être passée au-dessus de la ligne 5, la ligne 1 atteint la station Bastille, bâtie sur un pont franchissant le canal à l'extrémité nord du port de l'Arsenal. Le tracé particulièrement sinueux conduit à un ralentissement très marqué des rames aux abords de la station (20 km/h) avant une seconde section à ciel ouvert de seulement 82,50 mètres de longueur.

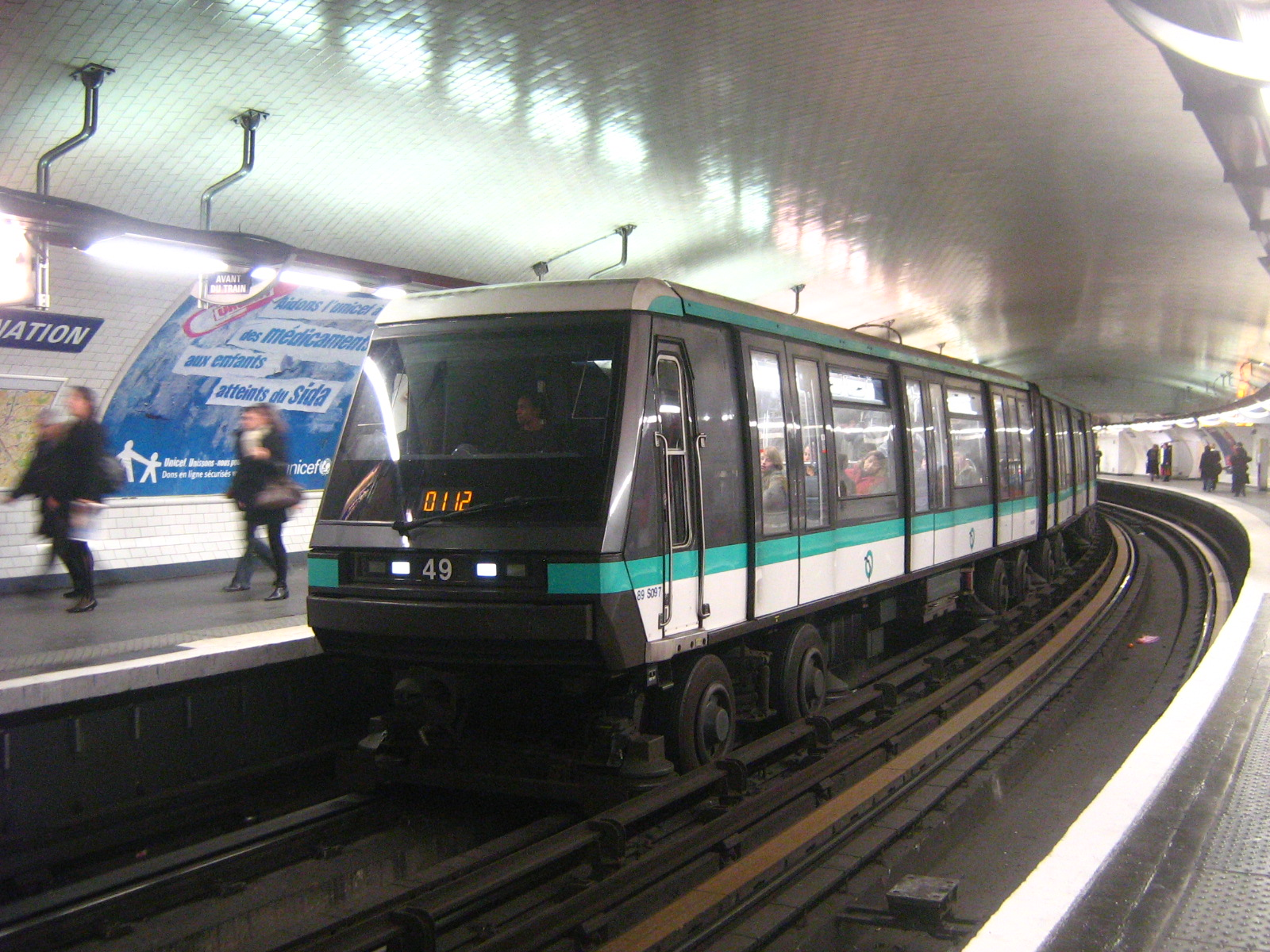
Le MP 89 CC no 49 à la station Nation en 2007.

La ligne se poursuit après une nouvelle courbe de 45 mètres de rayon et rejoint la rue de Lyon vers l'est. Après une courbe de 50 mètres de rayon, elle atteint la station Gare de Lyon aux quais larges et à trois voies (la troisième voie étant raccordée à la ligne 5 depuis Quai de la Râpée) puis file à Reuilly - Diderot après avoir suivi le boulevard Diderot et passe au-dessus de la ligne 8, à laquelle elle donne correspondance une troisième fois. De Nation au terminus, l'axe de la ligne est quasiment rectiligne, mais le profil est en montagnes russes et accuse de fortes rampes de 40 ‰ pour franchir divers collecteurs puis la ligne A du RER. Après Nation, située en courbe et enserrée entre les boucles des lignes 2 et 6, la ligne 1 dessert les quatre dernières stations : Porte de Vincennes, située à proximité de l'atelier de Charonne, utilisé par les rames de la ligne 2 (un raccordement avait autrefois existé à Nation, permettant à la ligne 1 de rejoindre l'atelier et les voies de garage de la ligne 2. Vient ensuite Saint-Mandé, située dans la commune homonyme, Bérault et enfin Château de Vincennes, ces deux dernières stations se situant sur la commune de Vincennes. L'atelier de Fontenay est situé au-delà, près des voies du RER A.
Deux anciennes boucles terminales existent : l'une, à Porte Maillot (Palais des Congrès), reliée des deux côtés du tunnel à l'est de la nouvelle station, servait précédemment d'espace de réception et a été transformée en atelier de maintenance pour les MP 05 ; l'autre, située à Porte de Vincennes, ne comporte plus qu'un court tunnel muré reliant les extrémités des deux demi-stations.
La ligne est équipée du système d'information en ligne (SIEL).

### Liste des stations
Les stations de métro de la ligne sont présentées d'ouest en est :
|  |   |  | Station                                  | Coordonnées                 | Communes               | Correspondances                                                                            |
|  | - |  | ---------------------------------------- | --------------------------- | ---------------------- | ------------------------------------------------------------------------------------------ |
|  | ■ |  | La Défense Grande Arche                  | 48° 53′ 31″ N, 2° 14′ 16″ E | Puteaux                | (T) · (2) · (RER) · (A) · (E) · Transilien · Ligne L du Transilien · Ligne U du Transilien |
|  | • |  | Esplanade de la Défense                  | 48° 53′ 16″ N, 2° 15′ 02″ E | Courbevoie, Puteaux    |                                                                                            |
|  | • |  | Pont de Neuilly                          | 48° 53′ 04″ N, 2° 15′ 36″ E | Neuilly-sur-Seine      |                                                                                            |
|  | • |  | Les Sablons Jardin d'Acclimatation       | 48° 52′ 51″ N, 2° 16′ 21″ E | Neuilly-sur-Seine      |                                                                                            |
|  | • |  | Porte Maillot Palais des Congrès         | 48° 52′ 41″ N, 2° 16′ 55″ E | 16e, 17e               | (Neuilly - Porte Maillot)                                                                  |
|  | • |  | Argentine                                | 48° 52′ 32″ N, 2° 17′ 22″ E | 16e, 17e               |                                                                                            |
|  | • |  | Charles de Gaulle - Étoile               | 48° 52′ 28″ N, 2° 17′ 45″ E | 8e, 16e, 17e           | (M) · (2) · (6) · (RER) · (A)                                                              |
|  | • |  | George V                                 | 48° 52′ 19″ N, 2° 18′ 02″ E | 8e                     |                                                                                            |
|  | • |  | Franklin D. Roosevelt                    | 48° 52′ 09″ N, 2° 18′ 30″ E | 8e                     | (M) · (9)                                                                                  |
|  | • |  | Champs-Élysées - Clemenceau Grand Palais | 48° 52′ 03″ N, 2° 18′ 50″ E | 8e                     | (M) · (13)                                                                                 |
|  | • |  | Concorde                                 | 48° 51′ 58″ N, 2° 19′ 21″ E | 1er, 8e                | (M) · (8) · (12)                                                                           |
|  | • |  | Tuileries                                | 48° 51′ 52″ N, 2° 19′ 49″ E | 1er                    |                                                                                            |
|  | • |  | Palais-Royal - Musée du Louvre           | 48° 51′ 46″ N, 2° 20′ 09″ E | 1er                    | (M) · (7)                                                                                  |
|  | • |  | Louvre - Rivoli                          | 48° 51′ 40″ N, 2° 20′ 25″ E | 1er                    |                                                                                            |
|  | • |  | Châtelet                                 | 48° 51′ 31″ N, 2° 20′ 50″ E | 1er, 4e                | (Châtelet - Les Halles)                                                                    |
|  | • |  | Hôtel de Ville                           | 48° 51′ 24″ N, 2° 21′ 05″ E | 4e                     | (M) · (11)                                                                                 |
|  | • |  | Saint-Paul Le Marais                     | 48° 51′ 19″ N, 2° 21′ 38″ E | 4e                     |                                                                                            |
|  | • |  | Bastille                                 | 48° 51′ 11″ N, 2° 22′ 09″ E | 4e, 11e, 12e           | (M) · (5) · (8)                                                                            |
|  | • |  | Gare de Lyon                             | 48° 50′ 41″ N, 2° 22′ 27″ E | 12e                    | Grandes lignes (Paris-Gare-de-Lyon)                                                        |
|  | • |  | Reuilly - Diderot                        | 48° 50′ 50″ N, 2° 23′ 12″ E | 12e                    | (M) · (8)                                                                                  |
|  | • |  | Nation                                   | 48° 50′ 54″ N, 2° 23′ 45″ E | 11e, 12e               | (M) · (2) · (6) · (9) · (RER) · (A)                                                        |
|  | • |  | Porte de Vincennes                       | 48° 50′ 50″ N, 2° 24′ 32″ E | 12e, 20e               | (T) · (3a) · (3b)                                                                          |
|  | • |  | Saint-Mandé                              | 48° 50′ 47″ N, 2° 25′ 07″ E | Saint-Mandé            |                                                                                            |
|  | • |  | Bérault                                  | 48° 50′ 43″ N, 2° 25′ 45″ E | Saint-Mandé, Vincennes |                                                                                            |
|  | ■ |  | Château de Vincennes                     | 48° 50′ 40″ N, 2° 26′ 22″ E | 12e, Vincennes         | (Vincennes, à plus de 500 m, par la voie publique)                                         |

### Intermodalité
De par son tracé est-ouest, la ligne 1 offre de nombreuses correspondances directes avec les autres lignes de métro (sauf avec les lignes 3, 3 bis, 7 bis et 10). Les stations La Défense, Porte Maillot et Porte de Vincennes permettent une correspondance avec le tramway de la ligne 2 pour la première, ligne 3b pour la seconde et des lignes 3a et 3b pour la dernière. Concernant le RER, une correspondance est possible avec ses cinq lignes (A, B, C, D et E) aux stations La Défense, Porte Maillot, Charles de Gaulle-Étoile, Châtelet, Gare de Lyon et Nation. Deux gares sont également reliées à la ligne 1 : Paris-Gare-de-Lyon et La Défense. Une correspondance à distance existe, par la voie publique, vers la gare de Paris-Austerlitz, laquelle est en connexion avec la ligne 10 du métro et avec le RER C.

### Stations ayant changé de nom
Plusieurs stations de la ligne 1 ont changé de nom au fil des ans :
- Alma est devenue George V le 27 mai 1920 ;
- Reuilly est devenu Reuilly - Diderot le 5 mai 1931 ;
- Champs-Élysées est devenue Champs-Élysées - Clemenceau le 20 mai 1931 ;
- Tourelle est devenu Saint-Mandé - Tourelle le 26 avril 1937 puis Saint-Mandé le 16 juillet 2002 ;
- Marbœuf ou Marbeuf est devenue Marbeuf Rond-Point des Champs-Élysées le 6 octobre 1942 puis Franklin D. Roosevelt le 30 octobre 1946 ;
- Obligado est devenue Argentine le 25 mai 1948 ;
- Étoile est devenue Charles de Gaulle - Étoile en 1970 ;
- Palais-Royal est devenue Palais-Royal - Musée du Louvre en 1989 ;
- Louvre est devenue Louvre - Rivoli en 1989 ;
- Grande Arche de la Défense est devenue La Défense Grande Arche en 1997 puis La Défense.

### Stations à thème ou particulières
Dix stations de la ligne possèdent ou ont possédé une décoration thématique originale, :
Argentine abrite une exposition consacrée à ce pays. Cet aménagement a été inauguré le 15 juin 2011 en présence de Pierre Mongin, alors président-directeur général de la RATP, de l'ambassadeur d'Argentine et du ministre argentin du Tourisme.

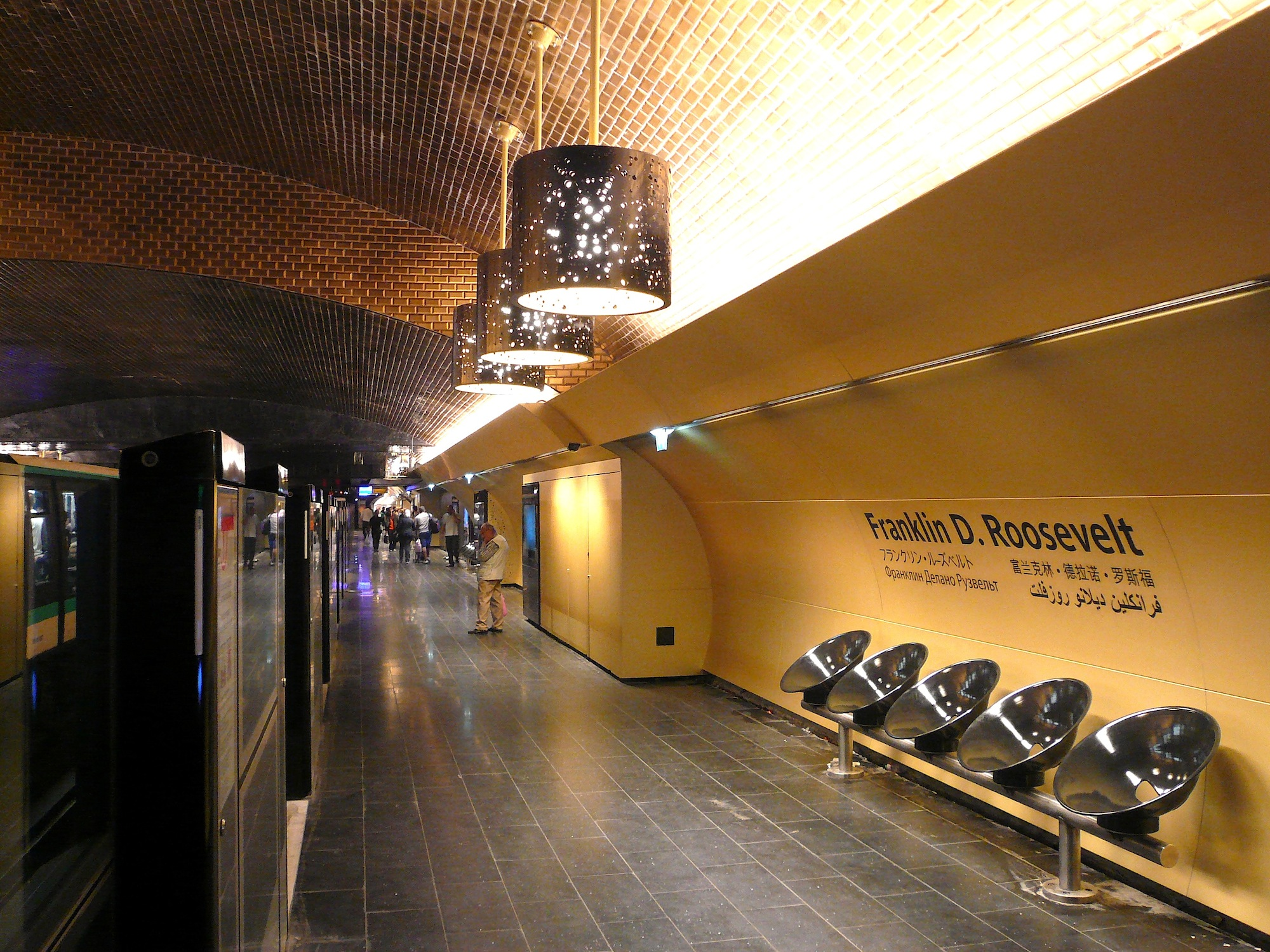
Le nouvel aménagement de la station Franklin D. Roosevelt inauguré en juillet 2011.

Franklin D. Roosevelt est la première station du réseau parisien à avoir été réaménagée. Lors de l'inauguration le 2 mars 1957, les Parisiens découvrent une décoration à base de gemmail qui apporte un changement radical par rapport au style classique des stations parisiennes aux carreaux blancs taillés en biseau. Cette décoration, qui reste visible sur le quais de la ligne 9 décorés à l'identique, a été déposée fin 2007, les quais de la ligne 1 faisant l'objet d'un réaménagement dans le cadre des travaux liés à l'automatisation. Le nouvel aménagement, un décor couleur champagne et noir, est inauguré début juillet 2011. Sur chaque quai, trois écrans tactiles affichent des plans du réseau, un plan du quartier et un outil de recherche d’itinéraire. Cinq écrans supplémentaires présentent des campagnes publicitaires et des programmes culturels. Ils diffusent quatre films de deux minutes, produits par le Centre national de la recherche scientifique (CNRS) dans le cadre de l’Année internationale de la chimie, et trois films réalisés par l’artiste Marko Echeverria dans le cadre de son œuvre « Paysages passagers ».
Champs-Élysées - Clemenceau est consacrée au Palais de la découverte situé à proximité. Des vitrines mettent en valeur le musée et ses expositions scientifiques. La station a été entièrement rénovée en 2005 tout en conservant le même thème culturel.
Tuileries a été décorée pour le centenaire du métro et de la ligne 1 en l'an 2000. La décoration des quais évoque l'histoire culturelle du métro en relation avec celle du vingtième siècle grâce à de vastes panneaux thématiques illustrés d'images emblématiques par décennie.
Palais-Royal - Musée du Louvre possède un accès original, Le Kiosque des noctambules, réalisé pour le centenaire du métro.
Louvre - Rivoli est transformée en antichambre du prestigieux musée du Louvre à la demande d'André Malraux en septembre 1968. Sous la direction de l'architecte Robert Venter, la station est recouverte de pierre de Bourgogne évoquant l'aspect des salles de sculpture du musée ; des niches et des vitrines y sont aménagées, accueillant des moulages de statues et des reproductions d'œuvres d'art. La station connaît une hausse de fréquentation de 30 % à la suite de ces aménagements.
Hôtel de Ville est aménagée avec les deux couleurs de la Ville de Paris (bleu et rouge) et décorée d'une mosaïque consacrée à l'histoire de l'Hôtel-de-Ville et de l'ancienne place de Grève. Des panneaux consacrés aux anecdotes sur les constructions de la capitale ou des thématiques culturelles ornent également la station.
Saint-Paul était dotée jusqu'en 2007 de vitrines utilisées à la fois comme espaces de publicité et en tant que vitrines d'exposition sur des thèmes variés pour des designers et créateurs contemporains. Fin 2008, la station est en travaux de rénovation et les vitrines ont été enlevées.

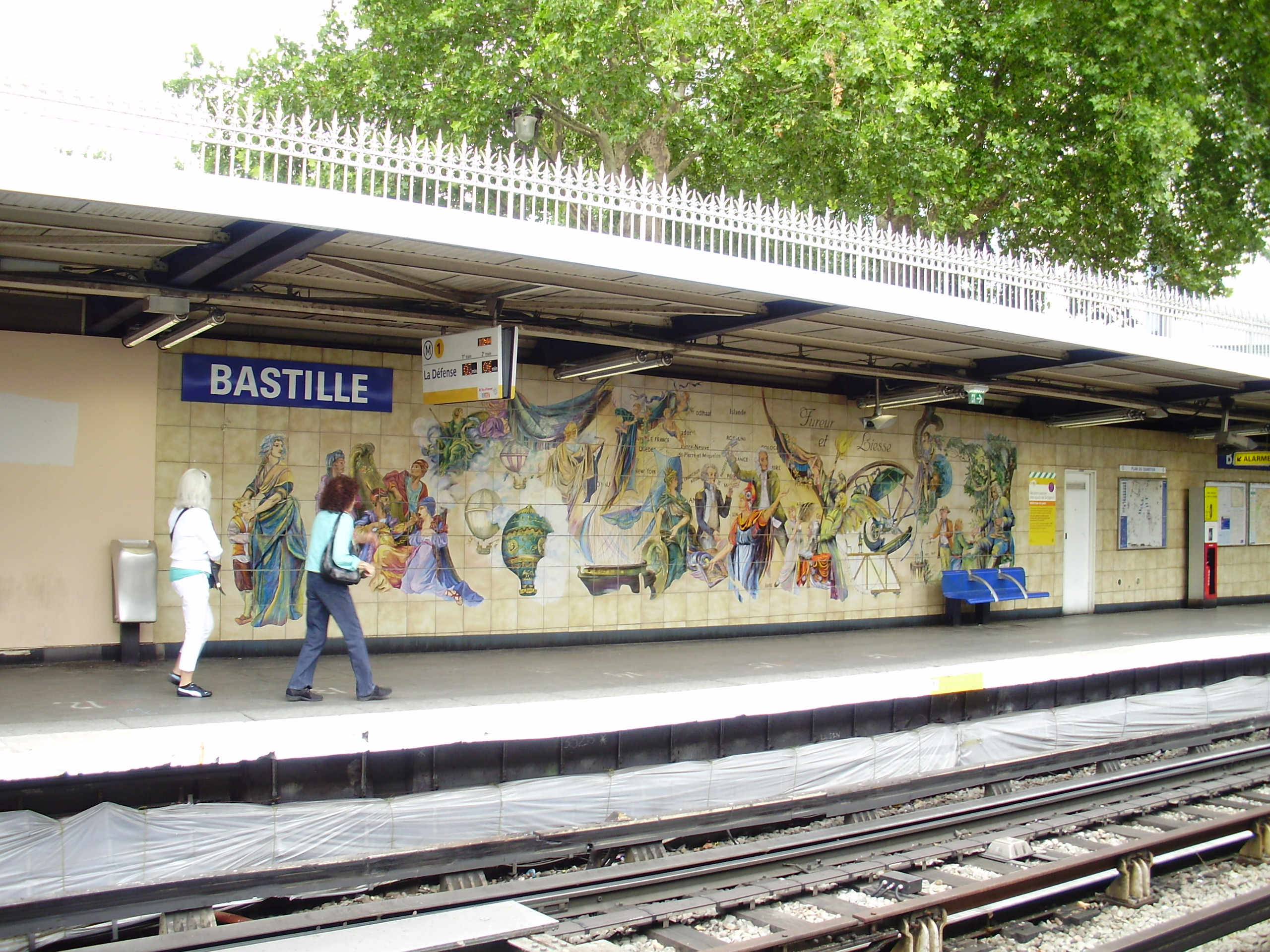
La station aérienne Bastille avec sa fresque historique, en 2010.

Bastille est dotée d'un ensemble de fresques d'Odile Jacquot et de Liliane Belembert évoquant en cinq tableaux les grands évènements de la Révolution française ; cette station est en outre située en aérien, sur un pont dominant le port de l'Arsenal et l'amorce du canal Saint-Martin.
Porte de Vincennes possède une œuvre d'art contemporain nommée Call & Response des artistes Langlands et Bell qui habille les accès de la station. Installée en 2012, cette œuvre a été réalisée dans le cadre du prolongement du tramway T3.
L'histoire de la ligne a façonné certaines stations :
La station Gare de Lyon est particulière, avec sa station partiellement séparée en deux demi-stations. L'une, au nord, direction La Défense, est équipée d'un quai très large (utile pour accueillir la pointe du matin en provenance de la gare SNCF) a, jadis, comporté deux voies encadrant un quai. L'autre, au sud, direction Château de Vincennes comporte toujours, le long du quai, une voie de raccordement avec la ligne 5. Cette voie a servi de terminus provisoire à cette ligne 5 « Italie - La Rapée - Gare de Lyon » avant son prolongement à la gare du Nord et la mise en service de la correspondance à Bastille ; la voie de raccordement, aujourd'hui séparée du quai par une cloison mobile, permettait également d'accéder à la voie des Finances. Depuis, le raccordement a été utilisé en guise de centre d’instruction annexe, et depuis 2020 en tant que base d’essais afin de tester le système OCTYS sur les MP 89 destinés à la ligne 6
Porte Maillot est une station qui en cache une deuxième, désaffectée. Autrefois terminus de la ligne, cette station se situe à l'est de la station actuelle. Peu visible, car le train n'y passe pas durant le service, on peut en apercevoir les quais en se mettant à l'avant du train dans le sens Argentine vers Porte Maillot et à l'arrière dans le sens Porte Maillot vers Argentine. En forme de fer à cheval, comme les anciennes stations terminus, elle se situe de part et d'autre de la ligne et en constitue l'une des voies de garage. L'ancien quai de départ (vers Vincennes) est aujourd'hui un atelier de maintenance tandis que le quai terminus (depuis Vincennes) fut un temps exploité comme « espace Maillot » à des fins de marketing et sert encore à des tournages ou des événementiels.

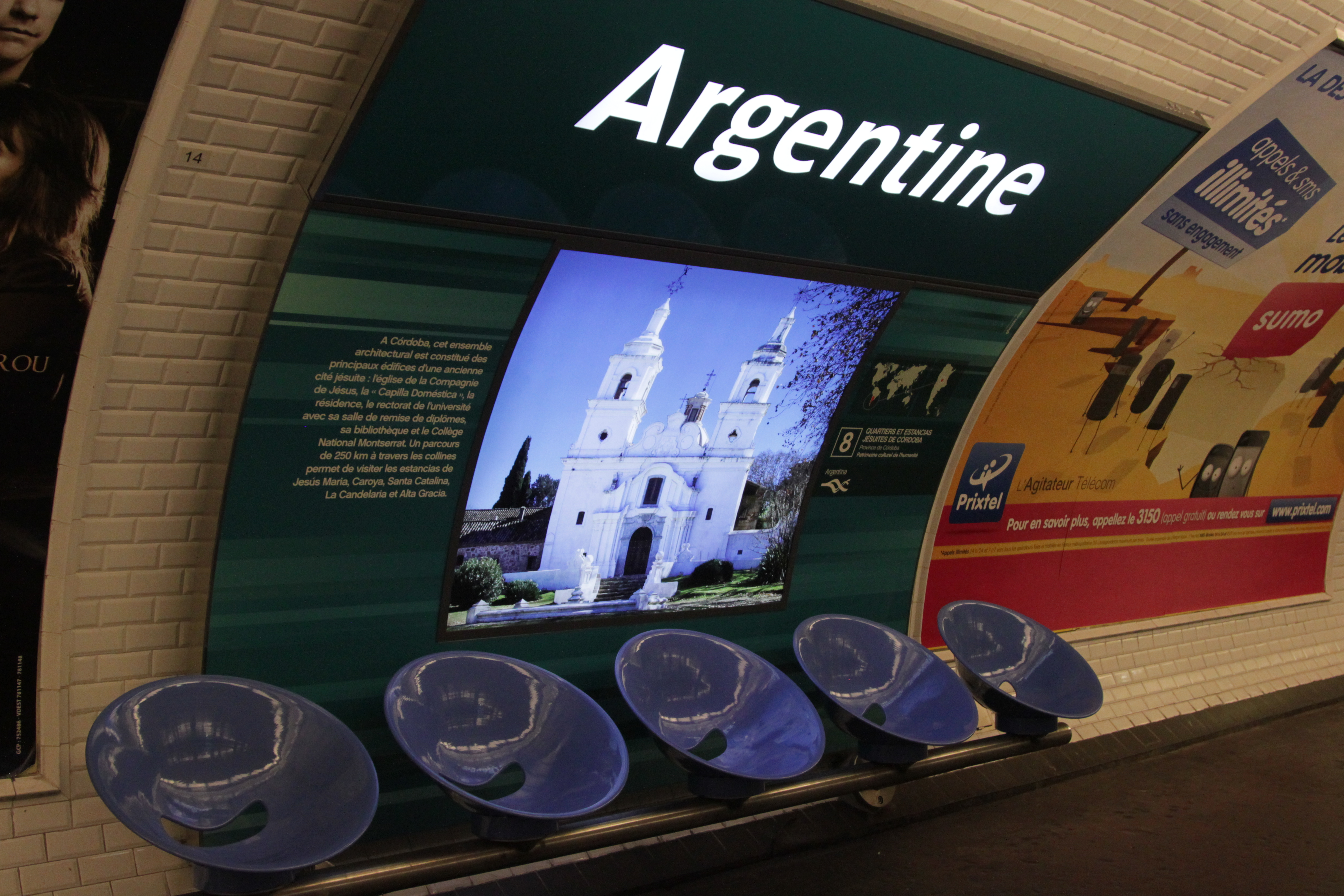
Panneau culturel lumineux de la station Argentine rénovée.
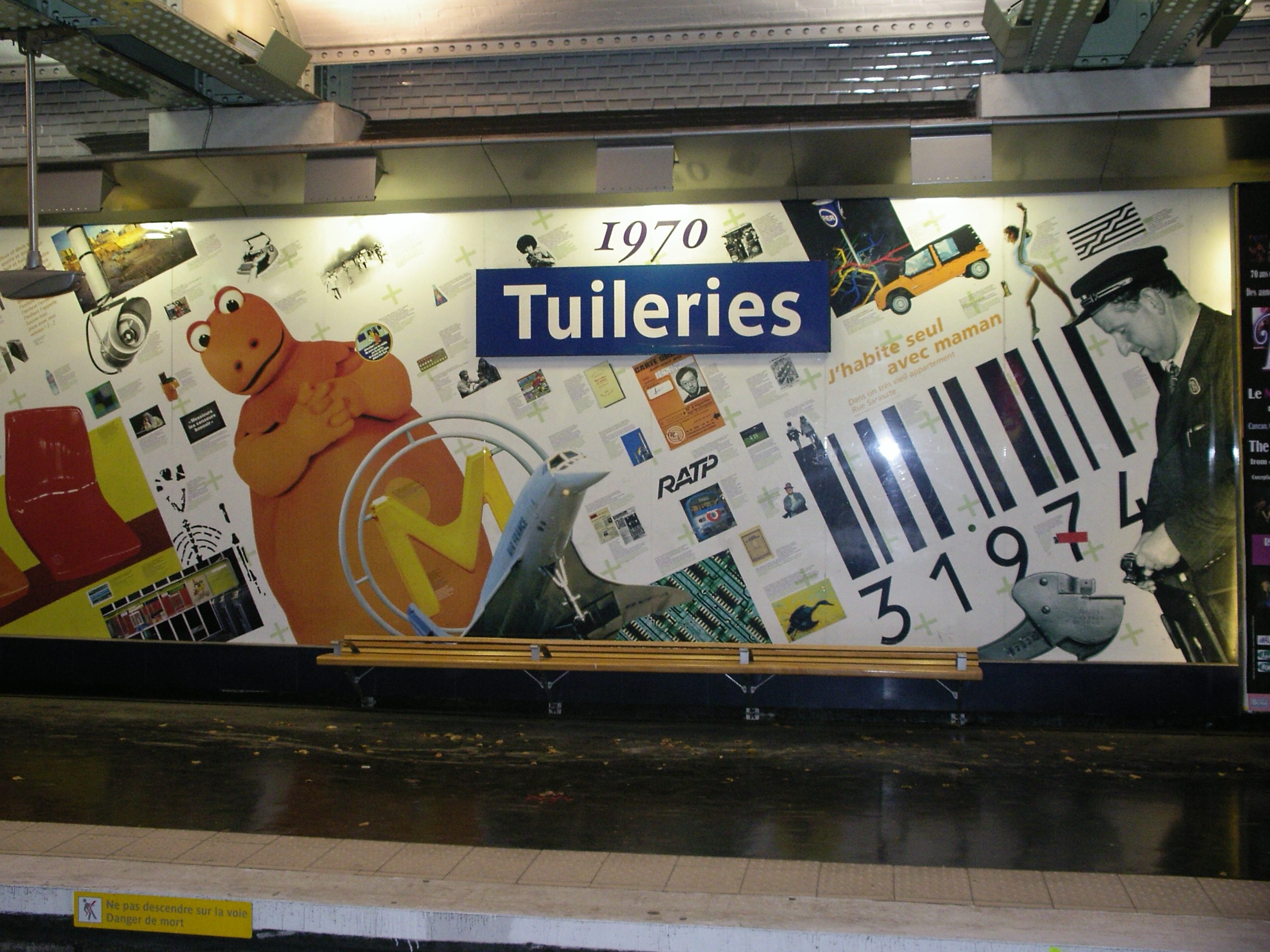
Décoration de la station Tuileries en 2006.
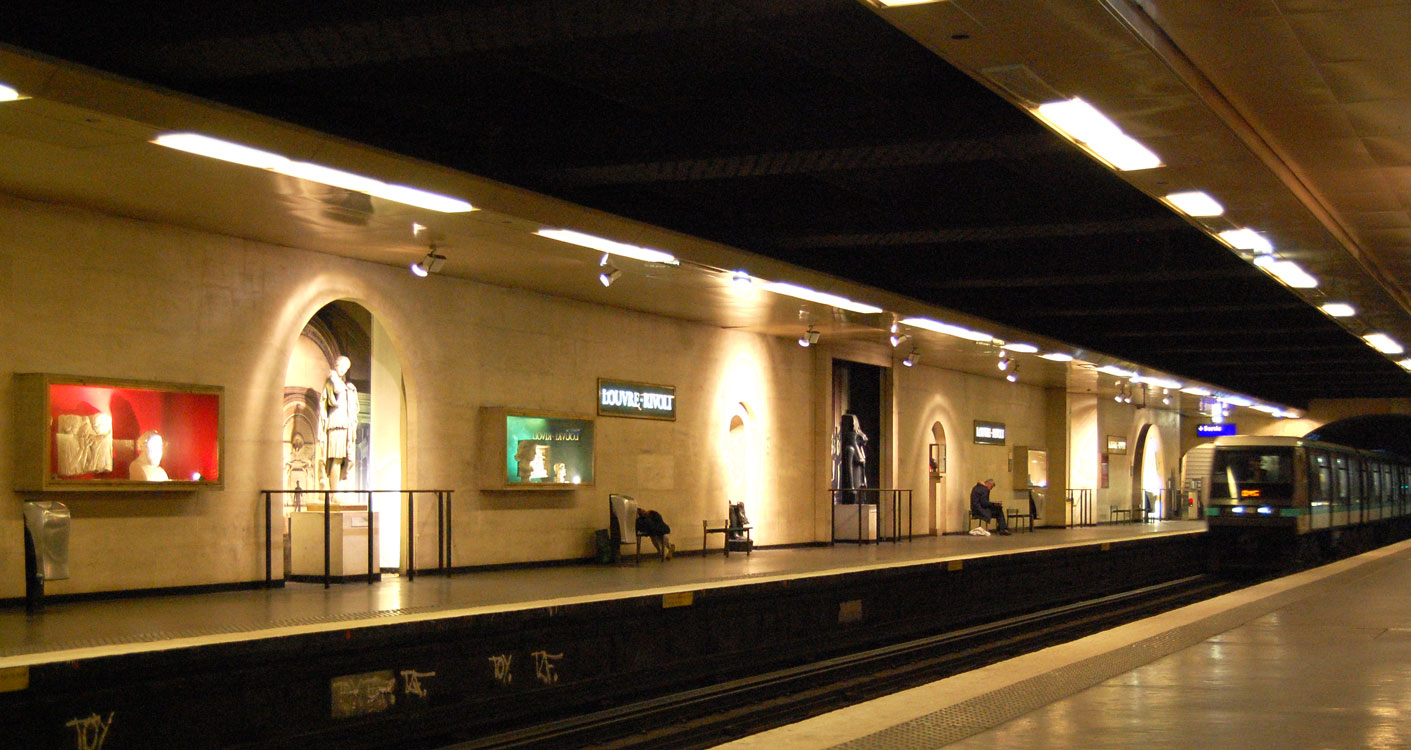
La station Louvre - Rivoli en 2007.
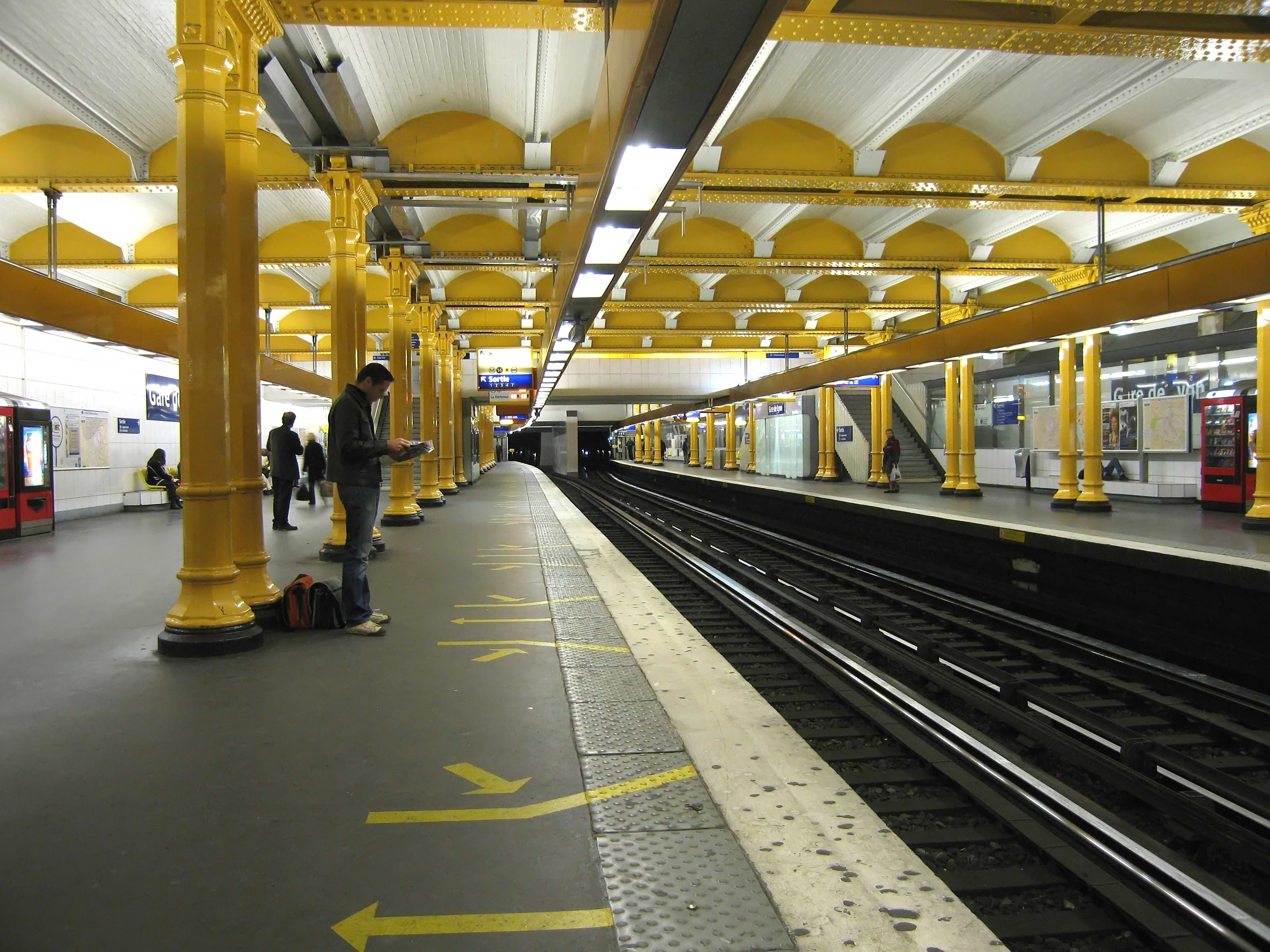
La station Gare de Lyon en 2006.

### Raccordements
La ligne a compté jusqu'à sept raccordements avec le reste du réseau :
- avec la ligne 2, dit « raccordement de Boissière », entre les stations Argentine et Charles de Gaulle - Étoile sur la voie direction Château de Vincennes, en pointe. Utilisé au début de l'exploitation de la ligne 2 en très forte courbe, aujourd'hui déferré et muré (on voit le mur blanc quelques secondes avant de pénétrer dans la station Charles de Gaulle - Étoile ;
- avec la ligne 2 à la sortie de la station Nation sur la voie direction La Défense, en talon, et à la sortie de la station Porte de Vincennes sur la même voie, en pointe, raccordements ayant été déferrés et murés dans le cadre des travaux d'automatisation de la ligne 1 ;
- avec la ligne 5 à la sortie de la station Gare de Lyon sur la voie direction Château de Vincennes, en talon, raccordement, établi à double voie, arrivant en fait à l'ouest de cette station et longeant le quai vers Château de Vincennes. Jusqu'au prolongement de la ligne 5 à Gare du Nord en décembre 1906, ce raccordement accueille les trains de la ligne 5 circulant entre Place d'Italie et Gare de Lyon après un rebroussement à la station Place Mazas (Quai de la Rapée). De 1937 à 1967, il sert pour la correspondance entre le train des Finances et les navettes électriques spécifiques à la voie des Finances. Le quai de Gare de Lyon sert aujourd'hui de garage à la ligne 1 et le reste du tunnel est utilisé comme base d’essais OCTYS et n'est plus utilisé comme raccordement que très ponctuellement ;
- avec la ligne 6, à la sortie de la station Charles de Gaulle - Étoile sur la voie en direction de Château de Vincennes, une courte jonction en talon aboutissant à l'entrée du terminus de la ligne 6 ;
- avec la ligne 6 à la sortie de la station Nation sur la voie en direction de Château de Vincennes, en talon. Ce raccordement, côté ligne 6, se scinde en deux voies : celle autrefois accessible en pointe depuis cette dernière ligne, se termine depuis sur un heurtoir, tandis que celle qui rejoint la ligne en talon, toujours en service, sert principalement de garage à un train de la ligne 6.
- avec la ligne 8, entre les stations Champs-Élysées - Clemenceau (Grand Palais) et Concorde, en pointe sur la voie en direction de Château de Vincennes, toujours en service, servant principalement de point de garage pouvant accueillir jusqu'à deux rames.

### Ateliers

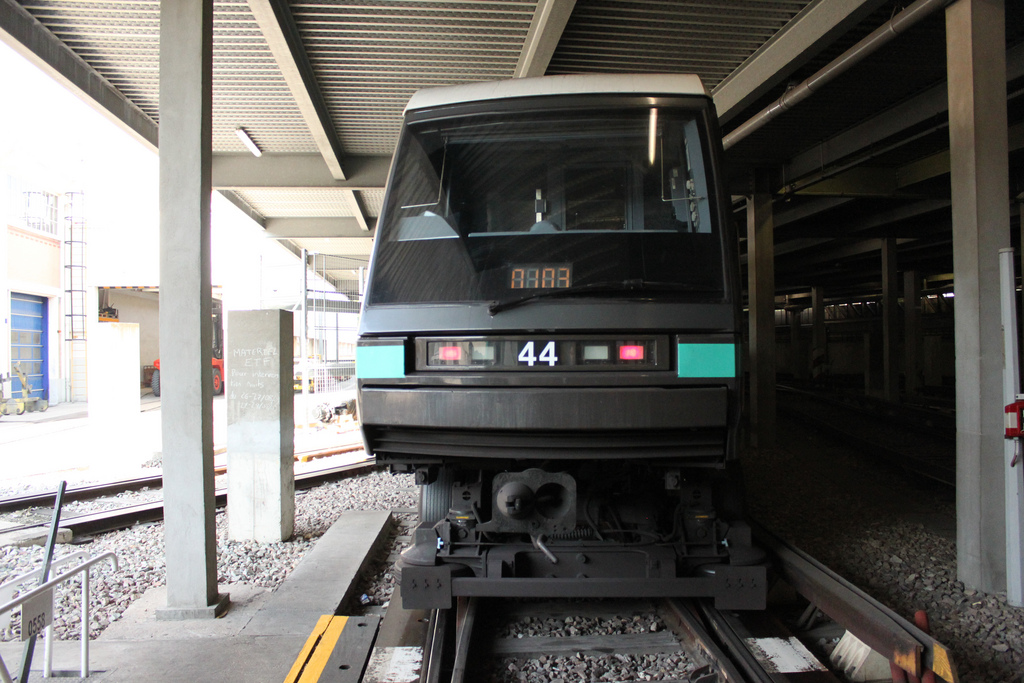
Une rame MP 89 sur les voies de raccordement de la ligne aux ateliers de Fontenay, en 2009.

À l'origine, le matériel roulant de la ligne 1 était traité par les ateliers de Charonne, partagés avec la ligne 2. Ils sont raccordés à la ligne à l'ouest de la station Porte de Vincennes.
En 1934, la ligne 1 est prolongée jusqu'à Château de Vincennes et de nouveaux ateliers sont construits à Fontenay-sous-Bois, en remplacement de ceux devenus trop exigus de Charonne. Le matériel de la ligne 1 y est entretenu depuis cette date. Les ateliers de Fontenay sont situés dans le prolongement des voies au-delà du terminus et se décomposent en deux entités distinctes : un atelier de maintenance pour les rames de la ligne 1 et un atelier de révision de l'ensemble des rames sur pneumatiques du métro. L'ensemble qui occupe une surface totale d'environ 39 000 m2 a été modernisé au début des années 1960 pour l'arrivée du matériel MP 59 ; puis les bâtiments ont été reconstruits pour l'arrivée du MP 89 durant les années 1990. Ces ateliers sont également reliés au réseau ferré national via les voies du RER A. Trois cent trente agents sont affectés à cet atelier en 2007.
En 2007-2008, un nouvel atelier est aménagé dans l'ancienne « boucle Maillot » ; cette installation sera utilisée pour l'entretien des futures rames MP 05 destinées à remplacer le MP 89 lors de l'automatisation intégrale de la ligne. Le raccordement avec la voie direction La Défense a été remis en place le 25 février 2007 (l'ancienne boucle n'était plus reliée que sur la voie direction Château de Vincennes). Les navettes sont depuis entretenues aux ateliers de Fontenay et la boucle Maillot sert de positions de garage aux navettes MP 05.

## Exploitation

### Desserte

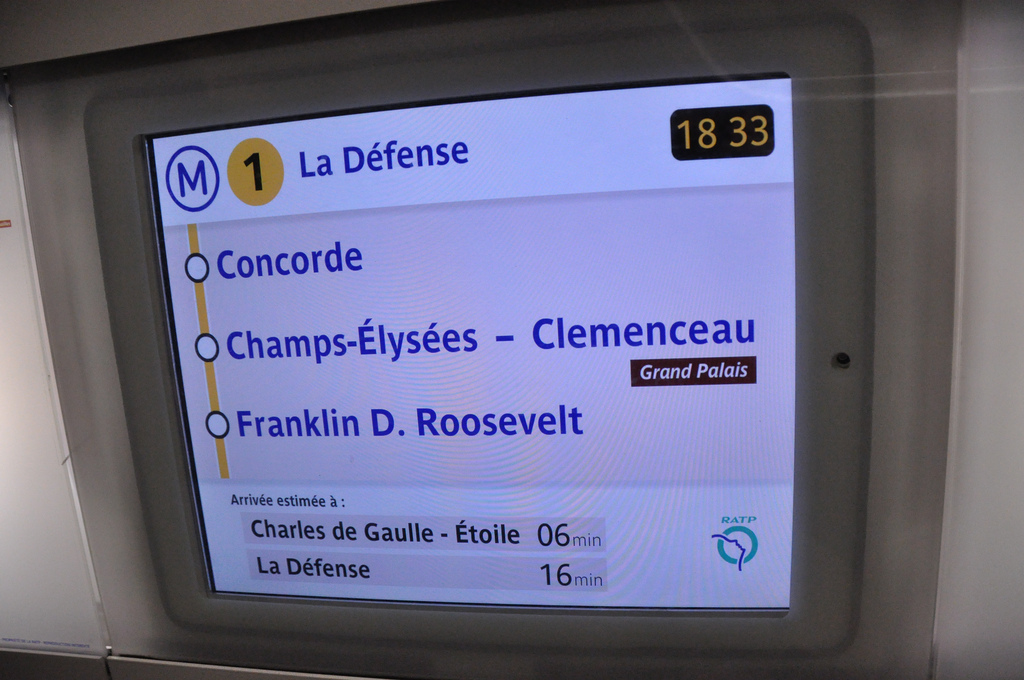
Écran Dilidam dans une navette MP 05.

En 2008, le parcours complet de la ligne demande trente-cinq minutes. Comme sur toutes les principales lignes du métro parisien, le premier départ a lieu de la tête de ligne à 5 h 30. Toutefois, dans le sens ouest-est, une première circulation est effectuée au départ de Porte Maillot à 5 h 30 qui précède de six minutes la première rame venant de La Défense ; dans le sens est-ouest, une première circulation est effectuée au départ de Gare de Lyon à 5 h 34 qui précède de quatre minutes la première rame venant de Château de Vincennes. Le dernier départ a lieu de chaque terminus à 0 h 40. Il est fixé à 1 h 40 les nuits des vendredis aux samedis, des samedis aux dimanches et des veilles de fête aux jours de fête.
L'intervalle moyen entre les rames est de deux à quatre minutes en journée, de cinq à huit minutes en extrême soirée, de trois à cinq minutes le dimanche en journée et de dix minutes les nuits des vendredis aux samedis, des samedis aux dimanches et des veilles de fête aux jours de fête après 1 h.
La nuit, le Noctilien N11 dessert la partie Pont de Neuilly ↔ Château de Vincennes.

### Matériel roulant

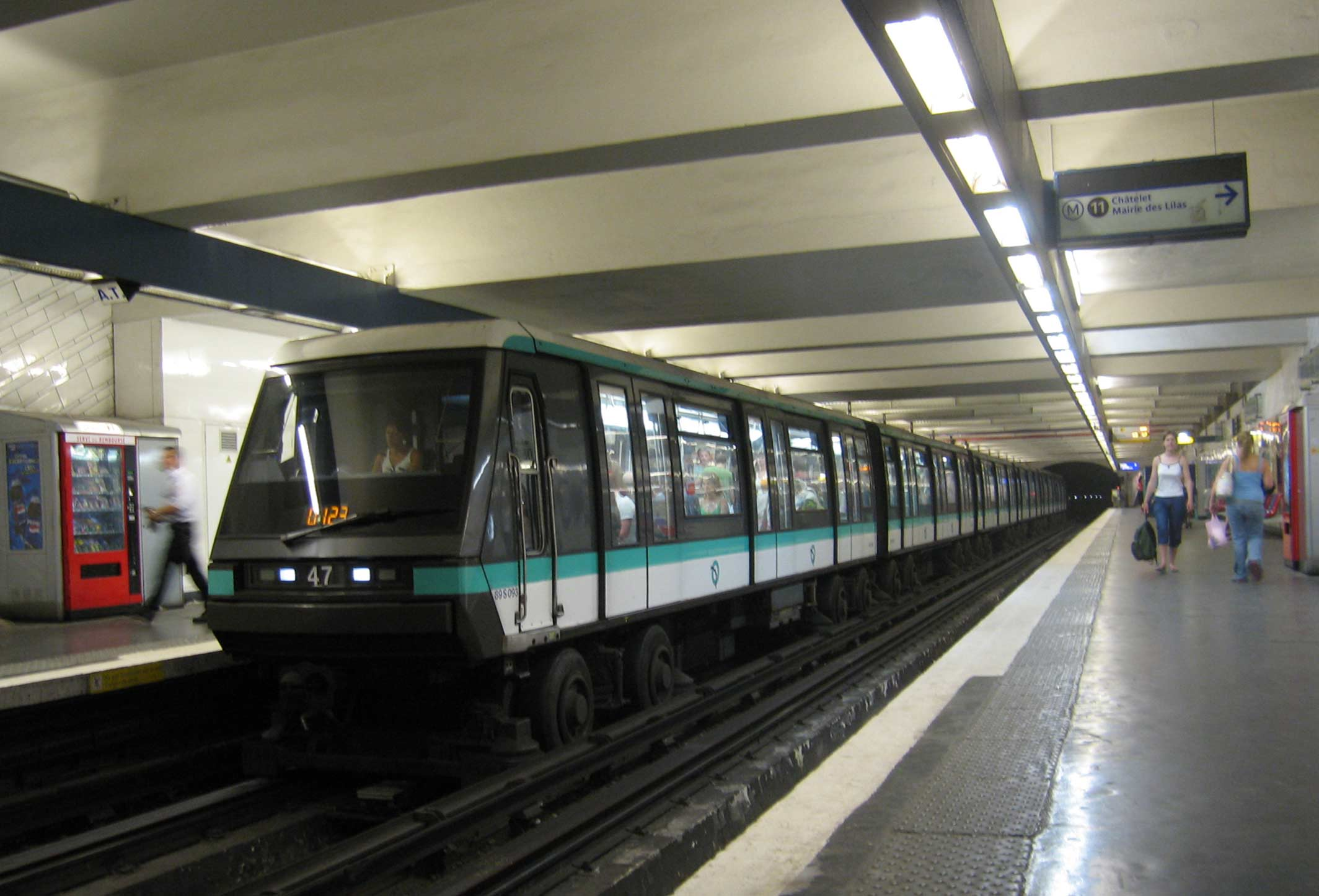
Rame MP 89 à la station Hôtel de Ville.

Les premières rames de la ligne et du métro sont les matériels à essieux parallèles dont le châssis est métallique mais la caisse principalement en bois. Elles sont remplacées progressivement par du matériel plus puissant et plus résistant aux risques d'incendie, après le drame du métro Couronnes, en 1903. La ligne est alors équipée, comme l'ensemble du réseau, de rames Sprague-Thomson entre 1913 et 1921. En 1963, la ligne est adaptée aux rames sur pneumatiques MP 59 composées de six voitures dont quatre motrices. Plus performantes à l'accélération et au freinage, elles permettent d'augmenter le débit de la ligne, totalement saturée à cette époque. De 1990 à 1992 les MP 59 de la ligne 1 subissent une profonde rénovation.

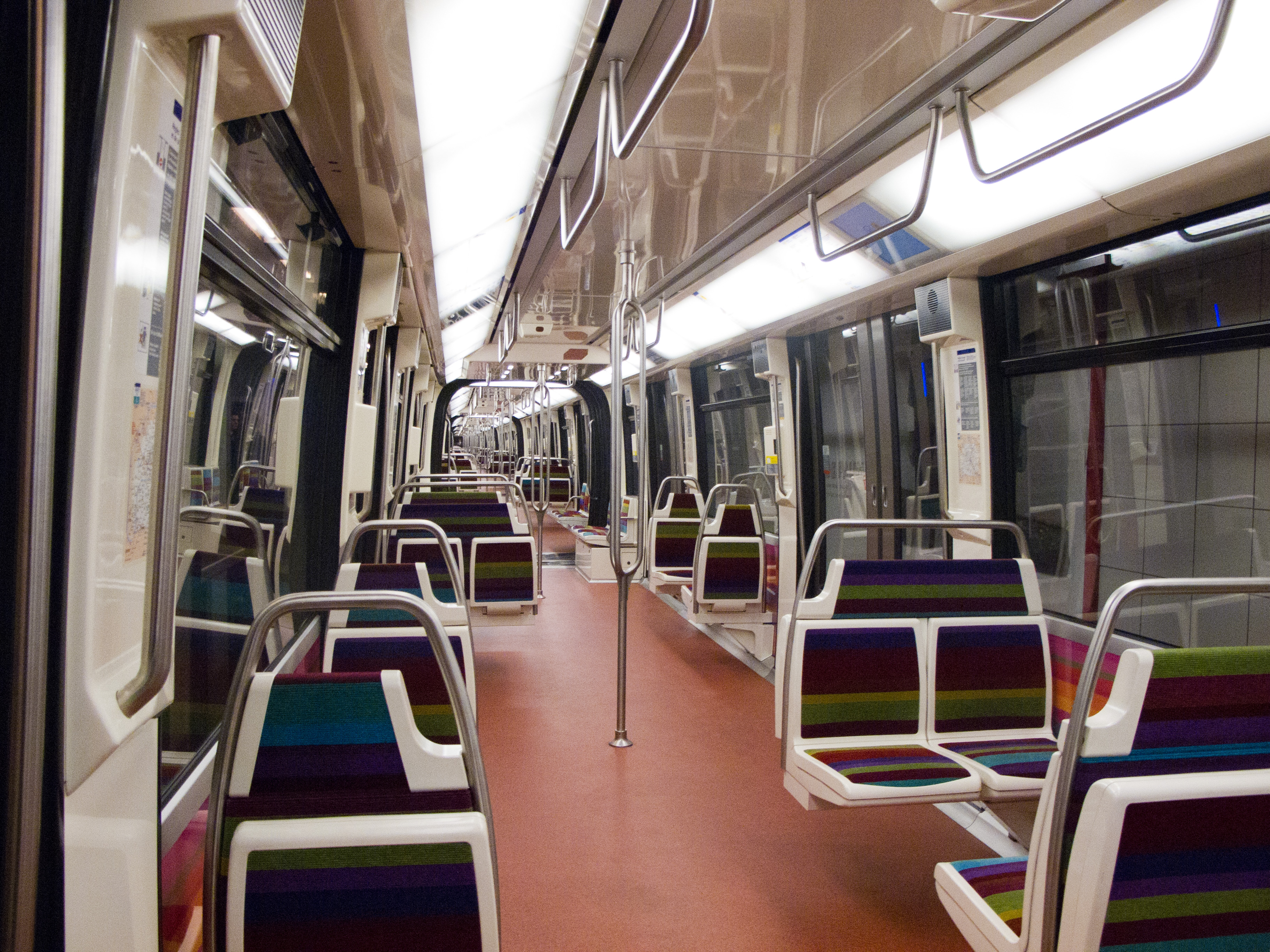
Aménagement intérieur d'une rame automatique MP 05.

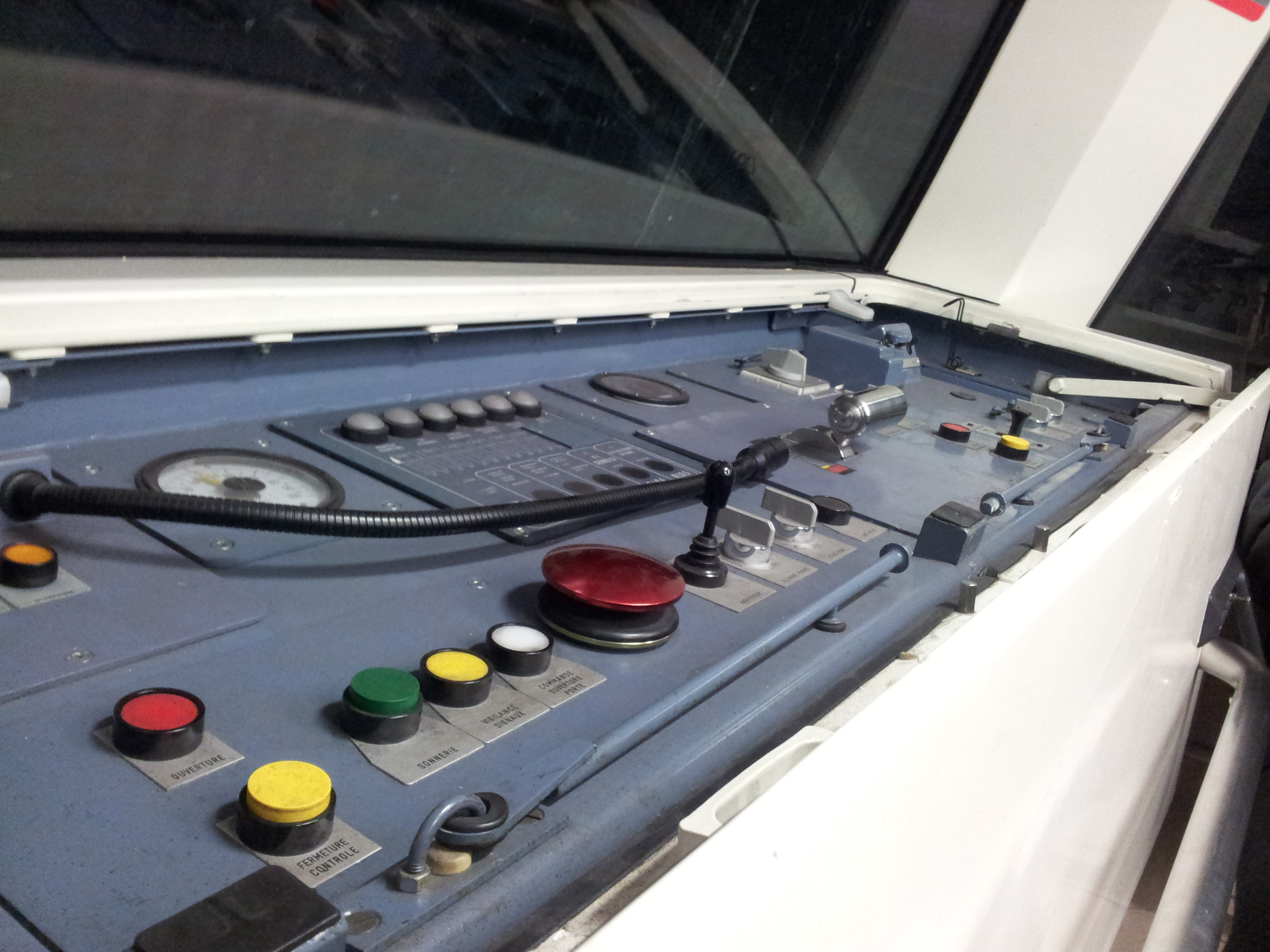
Les rames automatiques MP 05 disposent également de commandes manuelles.

Le 27 mars 1997, la première rame sur pneus MP 89 CC est mise en circulation. Le parc compte cinquante-deux rames en 2007. La nouveauté de ces rames tient dans leur espace intérieur d'un seul tenant ; en effet, grâce à leurs intercirculations, innovation reprise du Boa et du MF 88, elles ne comportent aucune séparation entre les voitures, ce qui permet une meilleure répartition des voyageurs. Leurs excellentes performances augmentent le débit de la ligne et réduisent légèrement le temps de parcours.
Dans le cadre de l'automatisation de la ligne 1, seize rames MP 05 devaient être livrées de décembre 2009 à février 2010, mais le retard pris par la pose des portes palières a différé leur livraison. La ligne a été progressivement équipée, à raison de deux nouvelles rames par mois, depuis l'achèvement de cette pose. D'aspect assez semblable aux précédentes, les rames bénéficient d'une décoration intérieure plus colorée et claire et embarquent des écrans d'information Dilidam. Le nombre total de MP 05 s'élève à 49 rames, contre 52 rames MP 89. Début février 2012, dix-sept d'entre elles étaient en circulation sur la ligne ; leur livraison s'est achevée début 2013.
Depuis le 10 mai 2012, la ligne était exploitée, en soirée, uniquement par des navettes automatiques. Simultanément, en journée, il y avait un plus grand nombre de rames automatiques que de rames avec conducteur. Depuis le 7 juillet 2012, seules des navettes automatiques circulaient pendant toute la durée du week-end.

### Le personnel d'exploitation

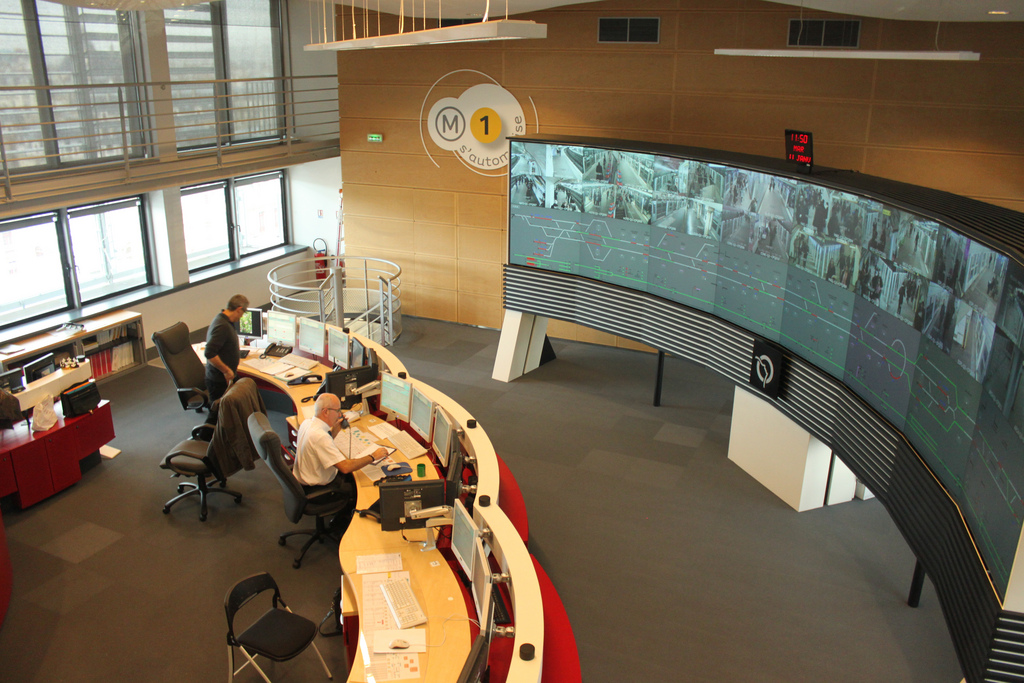
Le poste de commandes centralisées de la ligne.

Fin 2007, la ligne 1 du métro compte 562 agents. On distingue parmi ceux-ci deux catégories : les agents en station et les agents de conduite.
Trois cent vingt agents en station (tous service confondus, jour, mixte et nuit) sont répartis sur deux secteurs : « est » avec le pôle gare de Lyon et « ouest » avec le pôle Étoile. Un pôle est le « centre de surveillance », attachement principal des agents de la ligne. Il gère la sonorisation des stations, est en liaison constante avec les agents de terrain et les conducteurs afin de retransmettre au plus vite le moindre incident qui risque de perturber la ligne de façon à être plus réactif (canalisation des voyageurs, gestion d'un voyageur malade en rame, etc.). Il surveille également les stations par vidéosurveillance. Chaque grand secteur comporte trois sous-secteurs (Rivoli, Gare de Lyon, Vincennes à l'est ; Neuilly-Défense, Maillot et Élysée à l'ouest). Le pôle Étoile centralise également les objets trouvés de la ligne.
Les agents de station ont pour mission de tenir la caisse, d'assurer le contrôle des voyageurs ainsi que la gestion des lieux, la vérification des installations ou d'autres tâches à définir selon les besoins du service. Quelques agents sont par ailleurs détachés pour la durée du service afin d'assurer les relèves de caisses.
Les stations sont généralement gérées par la ligne, à l'exception des stations suivantes : Nation (L6), Reuilly-Diderot (L8), Bastille (L5), Hôtel de Ville (L11), Châtelet (L4), Concorde (L12) et Champs-Élysées-Clemenceau (L13).
Deux cent quarante-deux conducteurs, tous services confondus, assurent la marche des rames, avec trois attachements possibles : Château de Vincennes, Porte Maillot et La Défense. Le service est assuré sur trois roulements de travail (matin, après-midi, nuit).

### Tarification et financement
La tarification de la ligne est identique à celle en vigueur sur tout le réseau du métro. Un ticket « métro-train-RER », qui remplace le ticket t+ au 1er janvier 2025, permet un trajet simple quelle que soit la distance, avec une ou plusieurs correspondances possibles avec les autres lignes de métro, de Transilien ou de RER pendant une durée maximale de 1 h 30 entre la première et dernière validation. En revanche, un ticket « métro-train-RER » ne permet pas d'emprunter les bus et les tramways, à l'exception des lignes « Tram Express » à titre temporaire.
Le financement du fonctionnement de la ligne (entretien, matériel et charges de personnel) est assuré par l'exploitant. Cependant, les tarifs des billets et abonnements sont limités par choix politique et leur montant ne couvre pas les frais réels de transport. Le manque à gagner est compensé par l'autorité organisatrice, Île-de-France Mobilités, présidée depuis 2005 par le président du conseil régional d'Île-de-France et composé d'élus locaux. Elle définit les conditions générales d'exploitation, ainsi que la durée et la fréquence des services. L'équilibre financier du fonctionnement est assuré par une dotation globale annuelle aux transporteurs de la région grâce au versement mobilité payé par les entreprises et aux contributions des collectivités publiques.

### Trafic
La fréquentation de la ligne est importante dès son ouverture en 1900. Après la Seconde Guerre mondiale, la saturation de la ligne devient préoccupante ; elle est progressivement diminuée par la mise en place du roulement sur pneus et l'allongement des rames qui accroissent la capacité, puis à partir de 1970, par l'ouverture de la ligne A du RER qui lui est parallèle.
Depuis 1992, le trafic est en augmentation quasi constante, connaissant la seconde plus forte hausse du réseau (après la ligne 14) avec 21,5 % de croissance de 1992 à 2004.
Aux heures de pointe, malgré le passage d'une rame toutes les 1 min 45, d'une capacité de 720 voyageurs (dont 242 assis), la ligne est particulièrement chargée. Cette augmentation, supérieure à la moyenne du réseau, peut s'expliquer par la croissance continuelle du trafic sur l'axe est-ouest parisien, provoqué par le déséquilibre régional entre les emplois majoritairement situés à l'ouest (croissance du quartier d'affaires de La Défense) et les zones d'habitat en développement constant à l'est.
Le trafic reste néanmoins important toute la journée, la ligne transportant outre les travailleurs, une importante clientèle de touristes et de franciliens attirés par les nombreux lieux touristiques et d'activité commerciale et de loisirs desservis par la ligne (La Défense, les Champs-Élysées, le Louvre, la rue de Rivoli, les quartiers du Marais et de la Bastille, la place de la Nation).
| Année                              | 1992  | 1993  | 1994  | 1995  | 1996  | 1997  | 1998  | 1999  | 2000  | 2001  | 2002  | 2003  | 2004  | 2009  | 2010 | 2012  | 2014  | 2016  | 2018  | 2022  | 2023  | 2024 |
| Nombre de voyageurs, (en millions) | 132,9 | 136,1 | 137,5 | 120,6 | 133,2 | 134,1 | 139,6 | 144,4 | 153,8 | 157,1 | 154,6 | 152,0 | 161,6 | 172,4 | 207  | 175,3 | 178,2 | 178,4 | 180,7 | 152,9 | 165,8 | 168  |

Les stations les plus fréquentées desservies par la ligne sont par ordre décroissant (en trafic annuel, toutes lignes incluses) : Gare de Lyon (15,78 millions de voyageurs, hors ligne 14), Bastille (13,04 millions), Châtelet (12,84 millions), La Défense (12,81 millions), Franklin D.Roosevelt (12,19 millions) et Hôtel de Ville (12,03 millions). En 1998, le trafic quotidien atteint 488 408 voyageurs en moyenne chaque jour ouvré, 332 258 le samedi et 214 098 le dimanche. En 2003, le trafic annuel atteint 151 986 333 voyageurs, avec un trafic quotidien de 525 877 voyageurs en moyenne chaque jour ouvré, 361 976 le samedi et 241 568 le dimanche. En 2012, le trafic quotidien atteint 715 000 voyageurs en moyenne chaque jour ouvré.

## Prolongements envisagés

### Prolongement à l'est

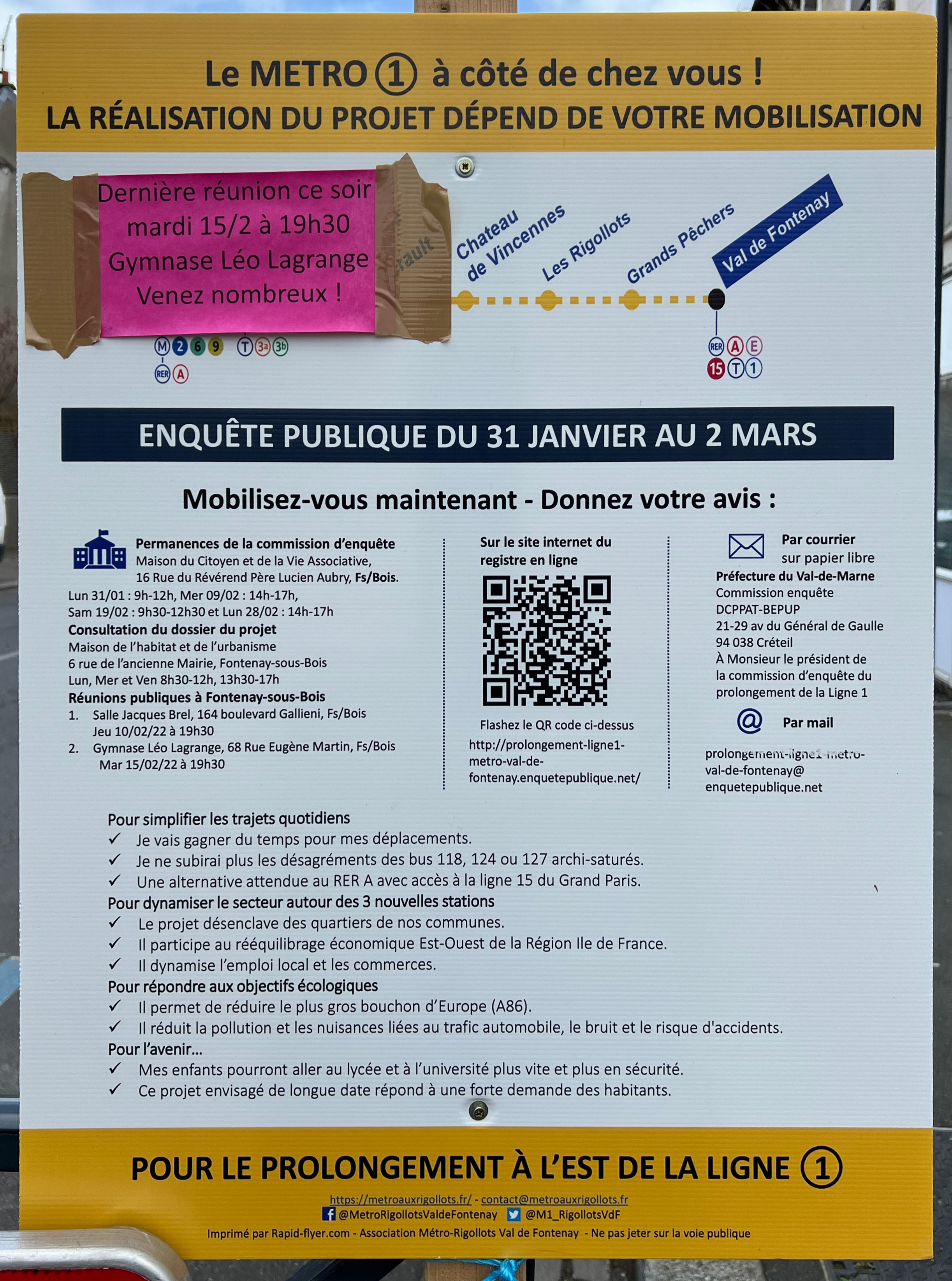
Affiche annonçant l'enquête publique du prolongement de la ligne vers Val de Fontenay, à Fontenay-sous-Bois.

Dès les années 1930, il avait été évoqué un prolongement oriental de la ligne 1 du métro, au-delà de Château de Vincennes, jusqu'au Carrefour des Rigollots.
Selon le Schéma directeur de la région Île-de-France (SDRIF), adopté par délibération du Conseil régional d'Île-de-France le 25 septembre 2008, la ligne 1 aurait dû être prolongée en phase 1 (2007-2013) jusqu'au Carrefour des Rigollots à Fontenay-sous-Bois (48° 50′ 59″ N, 2° 27′ 23″ E) et la gare du Val de Fontenay, en utilisant en partie un tronçon de voies préexistant (de la station Château de Vincennes à l'atelier de maintenance RATP de Fontenay-sous-Bois). Ce prolongement a longtemps été réclamé par un collectif d'élus locaux et d'habitants,, ce qui a permis son inscription au SDRIF. Il permettrait de desservir le quartier éponyme et de désengorger la ligne de bus RATP 118.
En juin 2006, les maires de Vincennes et de Fontenay-sous-Bois ont décidé de financer une étude de faisabilité technique et financière réalisée par la RATP. Cette étude, rendue publique en novembre 2006 à Vincennes, a conclu à la faisabilité du projet et à sa rentabilité financière, avec 11 000 entrants par jour et six millions de voyageurs par an sur cette section estimée à 175 millions d'euros (valeur 2006). Afin de donner un intérêt régional au projet, un prolongement jusqu'à Val de Fontenay est également inscrit dans le SDRIF.
Fin décembre 2010, Jean-Vincent Placé, vice-président chargé des transports au Conseil régional, donne son accord en vue du lancement d'une étude sur le prolongement de la ligne 1 jusqu’au quartier du Val-de-Fontenay. Cette décision fait suite à l'amendement déposé le 17 décembre par le maire de Vincennes, Laurent Lafon, également président du groupe centriste au conseil régional, réclamant un engagement de la région ainsi qu'un calendrier précis.
Le 13 décembre 2012, le STIF a voté une convention de financement pour les études de faisabilité. D'un montant de 400 000 € HT, financées à 70 % par la région Île-de-France et à 30 % par l'État, ces études sont destinées à compléter le dossier d'objectifs et de caractéristiques principales du projet avant le lancement d'un débat public. Le délai de réalisation de l'étude est de 18 mois. Le 11 décembre 2013, le STIF approuve le dossier d'objectifs et de caractéristiques principales. Suivant les remarques des riverains et des élus mais aussi le comité de suivi des élus, le STIF propose trois tracés.
La Commission nationale du débat public (CNDP) est saisie du projet en mai 2014. Le 4 juin 2014, elle décide de ne pas organiser de débat public, mais de recommander au STIF d'organiser une concertation. Cette concertation se déroule du 10 novembre 2014 au 10 janvier 2015, sous l’égide d’une garante nommée par la CNDP, Mme Claude Brévan. Le maire de Nogent-sur-Marne a plaidé pour une station dans sa commune. Le bilan de la concertation a été approuvé par le conseil du STIF le 8 juillet 2015.
À la suite de cette concertation, le Syndicat des transports d'Île-de-France (STIF) publie un article dans lequel ne figurent plus que deux tracés quant au parcours entre les stations Les Rigollots et Val de Fontenay. En effet, seuls les tracés passant par les stations Verdun et Grands Pêchers sont encore à l'étude. Le tracé par la station Rue de la Fontaine ne serait donc plus retenu. Selon le bilan de la concertation publique, il en ressortirait une nette préférence pour que la station Les Rigollots soit celle de la variante ouest et que la station Val de Fontenay soit située à l'est de la gare, beaucoup plus proche des pôles de correspondances avec le RER A et le RER E. Seul le tracé no 1, passant par la station Grands Pêchers permet une telle disposition. Le 19 octobre 2016, le STIF annonce que le tracé par la station Grands Pêchers est retenu, son ouverture étant alors prévue pour 2024-2025. En mai 2019, à cause du besoin d'études complémentaires, l'enquête publique est envisagée pour 2020 au plus tôt. Fin 2020, l’enquête publique est envisagée pour fin 2021 avec une [déclaration d’utilité publique] en 2022. Toutefois, l'État étant réticent à lancer l'enquête publique, une manifestation des élus locaux et des usagers est organisée le samedi 20 novembre 2021 sur le tracé de la ligne. Douze rames MP 14 supplémentaires seraient nécessaires pour assurer l'exploitation du prolongement. Après des études détaillées au cours des années 2023-2027, le début du chantier était prévu pour 2028 pour une ouverture à l'horizon 2035,.
L'enquête publique se déroule du 31 janvier au 2 mars 2022,,. À l'occasion de cette enquête, des associations de protection du patrimoine estiment trop important le déboisement à effectuer dans le Bois de Vincennes. Le 2 mai 2022, la commission d'enquête rend un avis défavorable dû au coût (1,7 milliard d'euros) et à l'impact sur des propriétés privées. Quelques semaines plus tard le Conseil régional confirme à l'État son souhait de réaliser ce projet, mais l'État renonce à accorder la déclaration d'utilité publique sur cette base, tout en s'engageant à procéder à des acquisitions foncières préventives.
Au début du mois de décembre 2024, le conseil d'administration d’Île-de-France Mobilités annonce le débloquement de financements pour démarrer de nouvelles études, affichant ainsi son souhait de réaliser ce projet. Les études pour le prolongement de la ligne 1 du métro à Val-de-Fontenay reprennent en 2025 en vue d'une nouvelle enquête publique en 2027, cette extension étant la seule extension du réseau parisien historique qui pourrait entrer en travaux d'ici 2030.
Un tableau de ce projet de tracé est présenté ci-dessous.
|  |   |  | Station              | Coordonnées                 | Communes                      | Correspondances       |
|  | - |  | -------------------- | --------------------------- | ----------------------------- | --------------------- |
|  | • |  | Château de Vincennes | 48° 50′ 40″ N, 2° 26′ 22″ E | Paris 12e, Vincennes          |                       |
|  | • |  | Les Rigollots        | 48° 50′ 59″ N, 2° 27′ 23″ E | Vincennes, Fontenay-sous-Bois |                       |
|  | • |  | Grands Pêchers       | 48° 51′ 36″ N, 2° 28′ 00″ E | Montreuil, Fontenay-sous-Bois |                       |
|  | ■ |  | Val de Fontenay      | 48° 51′ 16″ N, 2° 29′ 21″ E | Fontenay-sous-Bois            | existant : envisagé : |

### Prolongement à l'ouest
Le projet de SDRIF dévoilé par la région en février 2006 prévoyait le prolongement de la ligne après la station La Défense jusqu'à La Folie (La Défense - Ouest) en phases 2 et 3, c’est-à-dire entre 2014 et 2030.
Un prolongement vers place de la Boule à Nanterre puis, plus loin, vers Rueil-Malmaison, a été envisagé. La solution privilégiée semblait être de faire passer la ligne sous la Nationale 13, très fréquentée par les bus. En définitive, ce tracé pourrait être remis en cause par le prolongement à La Folie même s'il serait encore possible de prolonger le métro jusqu'à La Boule via la préfecture des Hauts-de-Seine sous l'avenue Joliot Curie.
Toutefois, ce projet n'a pas été inscrit au SDRIF adopté en 2013. Le projet est donc reporté sine die et pourrait être abandonné au profit du prolongement du RER E vers l'Ouest par Nanterre-La Folie (en 2024) et de la réalisation de la ligne 15 dont la section Pont de Sèvres – La Défense via Rueil-Malmaison et Suresnes (gare Rueil – Suresnes « Mont Valérien ») et Nanterre-La Folie doit être mise en service à l’horizon 2030.
En janvier 2024, dans le cadre du volet mobilités du Contrat de plan État-région (CPER) 2023-2027, 120 millions d'euros ont été prévu pour une grande étude sur une « quinzaine » de prolongement de lignes de métros. Parmi les prolongements évoqués, celui de la ligne 1 jusqu'à Nanterre et La Garenne Colombes.

## Tourisme

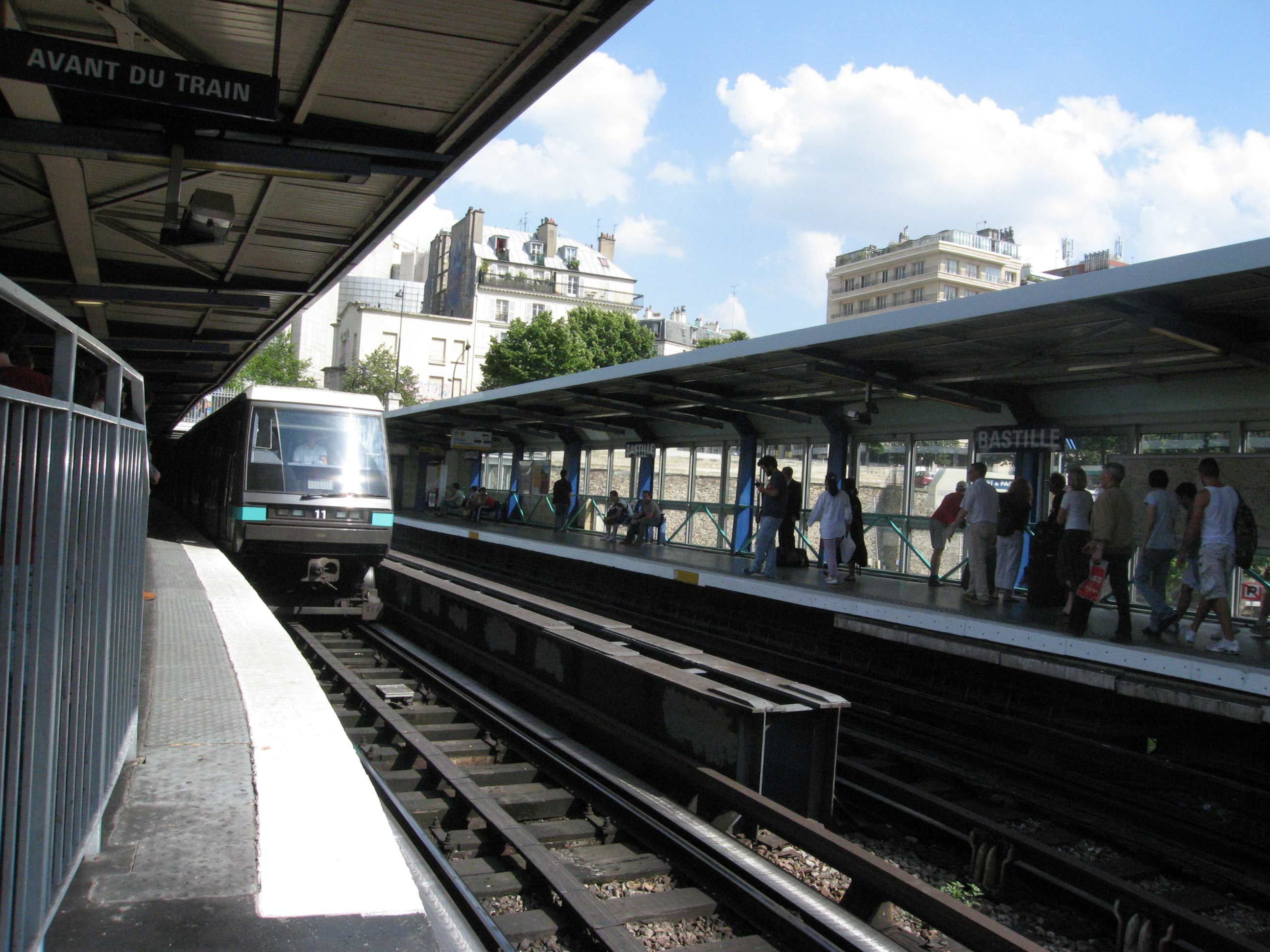
Arrivée d'une rame MP 89 à Bastille.

L'automatisation de la ligne permet aux voyageurs, comme sur la ligne 14, de se placer à l'avant d'une rame afin d'observer la voie comme un conducteur depuis une cabine de conduite. Cette possibilité ainsi que l'architecture de stations à la décoration soignée font de la ligne une attraction touristique en elle-même.
La ligne 1 dessert de nombreux lieux caractéristiques importants de la ville de Paris, ce qui en fait une des lignes parisiennes les plus fréquentées par les touristes. Parmi les principaux lieux, d'ouest en est, on peut citer :
- La Défense : la Grande Arche et l'esplanade, aux stations La Défense et Esplanade de la Défense ;
- le Jardin d'acclimatation et la Fondation d'entreprise Louis-Vuitton, à la station Les Sablons ;
- le bois de boulogne aux stations Pont de Neuilly, Les Sablons et Porte Maillot
- le Palais des Congrès, à la station Porte Maillot ;
- l'Arc de triomphe de l'Étoile, à la station Charles de Gaulle - Étoile ;
- l'avenue des Champs-Élysées, aux stations Charles de Gaulle - Étoile, George V, Franklin D. Roosevelt, Champs-Élysées - Clemenceau et Concorde ;
- le Grand Palais, le Petit Palais et le Palais de la découverte, à la station Champs-Élysées - Clemenceau ;
- la place de la Concorde, à la station Concorde ;
- le jardin des Tuileries, aux stations Concorde et Tuileries ;
- le musée du Louvre, à la station Palais-Royal - Musée du Louvre ;
- l'Hôtel de ville de Paris, à la station Hôtel de Ville ;
- le quartier du Marais, à la station Saint-Paul ;
- la place de la Bastille, l'opéra Bastille et le port de l'Arsenal, à la station Bastille ;
- la gare de Lyon, à la station Gare de Lyon ;
- la place de la Nation, à la station Nation ;
- le bois de Vincennes et le château de Vincennes avec son donjon de cinquante-deux mètres, ancienne résidence royale, puis prison pour personnalités gênantes, à la station Château de Vincennes.